# Basílica menor de Nuestra Señora de la Merced (Yarumal)
La basílica menor de Nuestra Señora de la Merced es una basílica colombiana de culto católico del municipio de Yarumal (Antioquia). Es la sede de la parroquia homónima y pertenece a la jurisdicción eclesiástica de la Diócesis de Santa Rosa de Osos. El templo está dedicado a la Virgen María bajo la advocación de la Merced o de las Mercedes, siendo la patrona, y San Luis Gonzaga es el titular.
La basílica es de estilo neorrenacentista, es de planta rectangular, su interior está dividido en tres naves longitudinales, la principal o central y dos laterales. La fachada principal está conformada por dos torres rematadas en cúpulas, unidas por un cuerpo que enmarca la nave central.
El edificio fue construido para disponer de un templo de mayores proporciones en el mismo lugar donde se ubicaba la primitiva iglesia de Yarumal. Comenzado en 1866, su construcción pasó por múltiples dificultades. La ingente financiación que requería el proyecto, las guerras civiles de finales del siglo XIX, el desplome de parte del templo en 1890 o el sismo de 1938, retrasaron su conclusión hasta 1944, año de su consagración. Durante su construcción la Capilla de San Luis (que originalmente era la iglesia del viejo cementerio) hizo de templo parroquial.
La iglesia alberga varios elementos artísticos, entre los que destaca el lienzo de la Virgen de la Merced que data de 1789, posiblemente de origen quiteño y considerado milagroso. También está el altar principal en forma de templete o medio baldaquino, construido en mármol de varios colores, cuenta con 12 metros de altura y pesa 70 toneladas. Igualmente destaca el pavimento del testero, el cual posee artísticos dibujos elaborados en mármol.
En 1998, el Concejo Municipal de Yarumal declaró el templo de la Merced junto con la capilla de San Luis (aunque así se le conoce, su verdadero nombre es Capilla del Carmen), como bienes inmuebles de interés cultural y arquitectónico del municipio. El 12 de agosto de 1999, el Papa Juan Pablo II le concedió al templo el título de basílica menor. Desde el año 2000, la iglesia preserva los restos del poeta Epifanio Mejía, autor del himno antioqueño.

## Historia
Durante la edificación, se produjeron muchas dificultades. El asolamiento de las guerras civiles que sufrió Colombia durante el último cuarto del siglo XIX, la gran envergadura del proyecto y la ingente financiación que requería, el desplome en 1890 de una parte del templo en construcción o el seísmo de 1938, fueron causas de que la iglesia tardara más de ochenta años en ser construida.

### Inicio y dificultades en elsigloXIX
Yarumal fue fundado en 1787 con el nombre de San Luis de Góngora, el cual, desde sus inicios contaba con una capilla en paja donde realizaban las ceremonias religiosas los sacerdotes de Santa Rosa de Osos, que esporádicamente visitaban el nuevo poblado. La capilla se edificó por sugerencia del alcalde pedáneo y juez poblador, Francisco Leonín de Estrada, incentivado por los habitantes que urgían su construcción para proporcionarle importancia a la colonización.
Para 1790 fue establecida la parroquia de "San Luis de Góngora" (hoy parroquia Nuestra Señora de la Merced) por orden de monseñor Ángel Velarde y Bustamante, obispo de Popayán, mediante el decreto de 22 de marzo del mismo año y nombró ejecutor del decreto al presbítero Juan Salvador de Villa y Castañeda, vicario superintendente de Antioquia, quien luego expidió el decreto de erección el 13 de agosto de 1790, el cual nombró como cura interino al presbítero Francisco Javier González. En ese entonces, gran parte del territorio de la Provincia de Antioquia (hoy departamento de Antioquia) dependió de la diócesis de Popayán, creada en 1546. Debido a las distancias, se creó una vicaría superintendente en 1754 con sede en la villa de Medellín, con jurisdicción sobre las demás vicarías de la provincia. Luego, el 31 de agosto de 1804 el papa Pío VII erigió la diócesis de Antioquia. Quedando la parroquia bajo esta nueva jurisdicción eclesiástica.

Plaza de Yarumal en 1831. Dicho espacio público se estaba consolidando. Se aprecia como era el anterior templo y sus escaleras de acceso.

Posteriormente, en 1850 el pueblo ya contaba con 3.000 habitantes y el viejo templo comenzaba a quedarse pequeño, por lo cual se vio la necesidad de construir un nuevo templo de mayores proporciones. Por ello, el 20 de diciembre de 1860 el padre Julián Palacio reunió a los habitantes en la plaza, les informó de la necesidad de un nuevo templo, instó a proporcionar toda la ayuda posible para la obra, y para tal fin, se procedió a conformar la primera junta que emprendería los trabajos del templo. Resultaron elegidos para dicha junta el Pbro. Julián Palacio -presidente-, Sebastián Mejía, Lucas María Misas, Zoilo Cuartas, Manuel María Hoyos y Leonzo Tamayo, siendo el último secretario de otra junta.
En la sesión del 15 de enero de 1861 (la tercera reunión a partir de su creación), el Pbro. Julián Palacio propone que se comenzaran los trabajos del templo en el próximo mes de abril. En la misma reunión se autorizó la primera adquisición de tablones para los tapiales, a fin de que estuvieran secos cuando se fueran a utilizar.
Como era un proyecto de gran envergadura, pronto llegaron las ofertas de mano de obra. Fue así como el 5 de febrero de 1861, Gregorio Álvarez ofreció sus servicios como albañil y director de la obra, quien se contrató a razón de tres pesos de ocho décimos con dos reales diarios, en una jornada laboral de seis a seis. El 6 de ese mismo mes el padre Julián Palacio colocó la primera piedra y comenzó a conseguir recursos económicos.
Entre tanto, en la Diócesis de Antioquia se tramitaba una solicitud para que el prelado autorizara la edificación del nuevo templo. La población recibió, el 2 de marzo de 1861, el comunicado del obispo Domingo Antonio Riaño, donde se concedía la licencia para el nuevo templo, además, resaltaba que para la construcción, la Junta debía organizarse lo mejor posible. Para lo cual, la Junta dictó su propio reglamento de siete capítulos, de acuerdo con las atribuciones otorgadas por la Constitución 21 del Título XIX de las Sinodales de la diócesis. Se estipulaba que el “Examen de Cuentas” se haría ante dos instancias. La primera ante la Junta Directiva de los Trabajos del Templo y la segunda ante la Junta de Fábrica, que a su vez daba informe al prelado diocesano. Además, la presidencia tenía una duración de seis meses y se rotaba entre los mismos miembros de la junta.
La financiación de la obra procedió de limosnas, colectas, mandas, rifas, bazares y venta de fincas que algunos benefactores donaron a la Iglesia. Las limosnas eran recolectadas por comisiones que tenían establecidas las áreas urbanas y rurales de Yarumal; el área rural era visitada sobre todo por hombres y la zona urbana principalmente por mujeres. La jurisdicción de la parroquia de Yarumal, era en ese tiempo un extenso territorio que hoy concierne a otros municipios.
El 4 de julio de 1865, Santos Sánchez ofreció sus servicios para dirigir la obra, en calidad de arquitecto y albañil, al precio de cinco pesos de ocho décimos diarios pero no fue aprobado. En la misma fecha se citó a la reunión a Policarpo Rivera para plantearle compra de unos terrenos con el propósito de establecer allí unos tejares para la obra. Rivera cedió gratis, el derecho de explotar los terrenos por el tiempo que durara la edificación del templo, autorizó levantar en él un cobertizo y extraer el barro, con la única condición de que una vez finalizada la obra se le devolviera el lote. Por la misma época se contrataron unas caleras en la vereda Sepulturas.
El 25 de agosto de ese año se contrató a José María Zapata Muñoz para la dirección de la obra, en calidad de arquitecto y albañil, a razón de cuatro pesos con ocho décimos diariamente, con el convenio de incluir también trabajos de pintura y construcción de estatuas. Los términos de este contrato fueron modificados el 15 de julio de 1866. Cuatro años más tarde se unió como oficial Floro Hernández y a partir del 18 de julio de 1869 se contrataron los oficiales Francisco Arroyave y el campamenteño Francisco Puerta.
El 2 de abril de 1866 comenzó la demolición del viejo templo, tarea realizada por el maestro Gregorio Álvarez. El lote del antiguo templo era de la parroquia y era contiguo a un terreno propiedad del distrito municipal, situados ambos en el costado norte de la plaza de Bolívar (hoy parque Epifanio Mejía). Ambos terrenos no tenían los límites claramente definidos por lo que fue preciso, mucho tiempo después, llegar a un convenio entre las partes para demarcar las propiedades, lo que se realizó mediante escritura pública N.º 587 del 27 de julio de 1898 de la Notaría Primera de Yarumal.
En esa misma fecha de la demolición del viejo templo, el párroco Julián Palacio envió un oficio al provisor Pbro. Valerio Antonio Jiménez en el que exponía que al tener la necesidad de demoler la antigua iglesia para la edificación de la nueva, solicita permiso para colocar en la capilla del viejo cementerio (actualmente conocida como capilla de San Luis) "a nuestro amo sacramentado". Licencia que fue concedida desde Marinilla el 17 de abril de 1866.

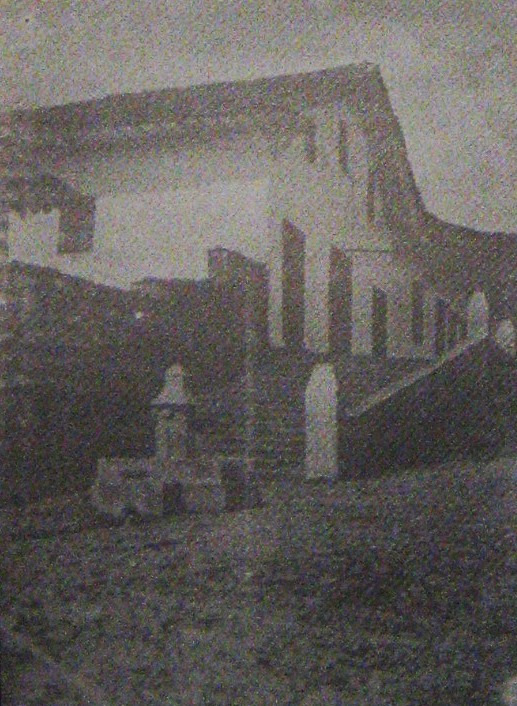
Aspecto de la vieja capilla del cementerio más conocida como Capilla de San Luis, pero cuyo verdadero nombre es Capilla del Carmen. Erróneamente se le ha considerado como el primer templo de Yarumal lo cual no es cierto.

Más tarde, el 1 de julio de 1866, el Pbro. Julián Palacio envió al Gobierno Eclesiástico una solicitud en la que exponía que al haberse demolido el viejo templo, había la necesidad de ampliar la capilla del viejo cementerio para mayor comodidad, y que anteriormente, se había ordenado vender el lote del viejo camposanto para luego destinar las ganancias en la remodelación del nuevo cementerio, pero la población entusiasmada con la idea de ampliar la capilla, propone que el dinero obtenido por la venta del lote se emplee para comprar un terreno que está al frente de dicha capilla para formar una plazuela. La solicitud fue aprobada por monseñor Valerio Antonio Jiménez quien respondió desde Marinilla el 2 de julio de 1866 al cura de Yarumal.
El 14 de febrero de 1868, el papa Pío IX ordenó la traslación de la silla episcopal de la Diócesis de Antioquia a la ciudad de Medellín, con el nombre de Diócesis de Medellín y Antioquia, por lo cual la parroquia de Yarumal quedó bajo su jurisdicción eclesiástica.
Entre tanto, el tiempo pasaba y las obras no avanzaban ni en la ampliación de la capilla, ni en la construcción del nuevo templo, como se requería. Para que los trabajos de la capilla del viejo cementerio tuvieran mayor dinamismo, se resolvió en la reunión del 3 de agosto de 1869, que como la ampliación de la capilla no requería mucho esfuerzo, ya que la inversión faltante sería de apenas 600 u 800 pesos, se podían conceder algunos recursos que por origen son de la construcción del nuevo templo. Esta decisión fue ratificada por la Asamblea General. Se procedió a entregar el dinero y a contratar para esta obra a Lisandro Ortiz, encargado de efectuar los tableros y relieves de las tres puertas de la capilla, así como el coro y los ventanales.
Finalizados los trabajos de remodelación y ampliación de la capilla, el Pbro. Julián Palacio solicitó al obispo coadjutor José Joaquín Isaza Ruíz, durante la visita eclesiástica de este el 14 de enero de 1872, le otorgara licencia para bendecir la capilla en donde aún se celebraba por esa época la misa, ya que el templo principal aún no estaba terminado. El obispo visitador concedió el permiso.
El 4 de febrero de 1873 fue restablecida la Diócesis de Antioquia (Santa Fe de Antioquia). Igualmente, la sede episcopal en Medellín quedó llamándose simplemente Diócesis de Medellín. Inicialmente la parroquia de Yarumal permaneció bajo la jurisdicción de esta última, pero en 1875 pasa nuevamente a estar bajo la jurisdicción Antioquia.
En 1876 la construcción tuvo que suspenderse por causa de la guerra civil de 1876 a 1877 que tuvo un carácter político-religioso. El 1 de septiembre de 1881 la Junta decidió reanudar los trabajos. Para ello se contactó al arquitecto José María Zapata para que comenzara el 1 de diciembre, y se contrataron con Manuel Antonio Misas seis mil ladrillos por un valor de treinta y ocho pesos con ocho décimos el millar. Pero entre Misas y la Junta surgieron algunas diferencias, lo que generó la anulación del contrato y el pago de una multa de veinticuatro pesos que la Junta debió aceptar para evitar reclamaciones por parte del proveedor.
José María Zapata llegó a Yarumal desde Medellín en la primera semana de diciembre de 1881 para encargarse de las obras del templo, cumpliendo así el acuerdo con la Junta y con el padre Aldemar Palacio, (párroco desde el 26 de septiembre de 1875 hasta el 5 de agosto de 1895).
Para mantener el abastecimiento constante de materiales, el 15 de julio de 1882 Alejandro Hernández, miembro de la Junta, realizó contrato con Vespasiano Franco y Luis Felipe Arango para obtener veinte mil ladrillos por la cantidad de 880 pesos, suma que fue pagada por anticipado. Además, toda la arena que se precisase se contrató por medio de un derecho de explotación y por la suma de sesenta y cinco pesos con ocho décimos con María Antonia Tamayo. También en 1893 se contrató a Ulpiano Rivera, quien se comprometió a transportar la carga a 30 centavos hasta el templo o a 15 en el arenal.

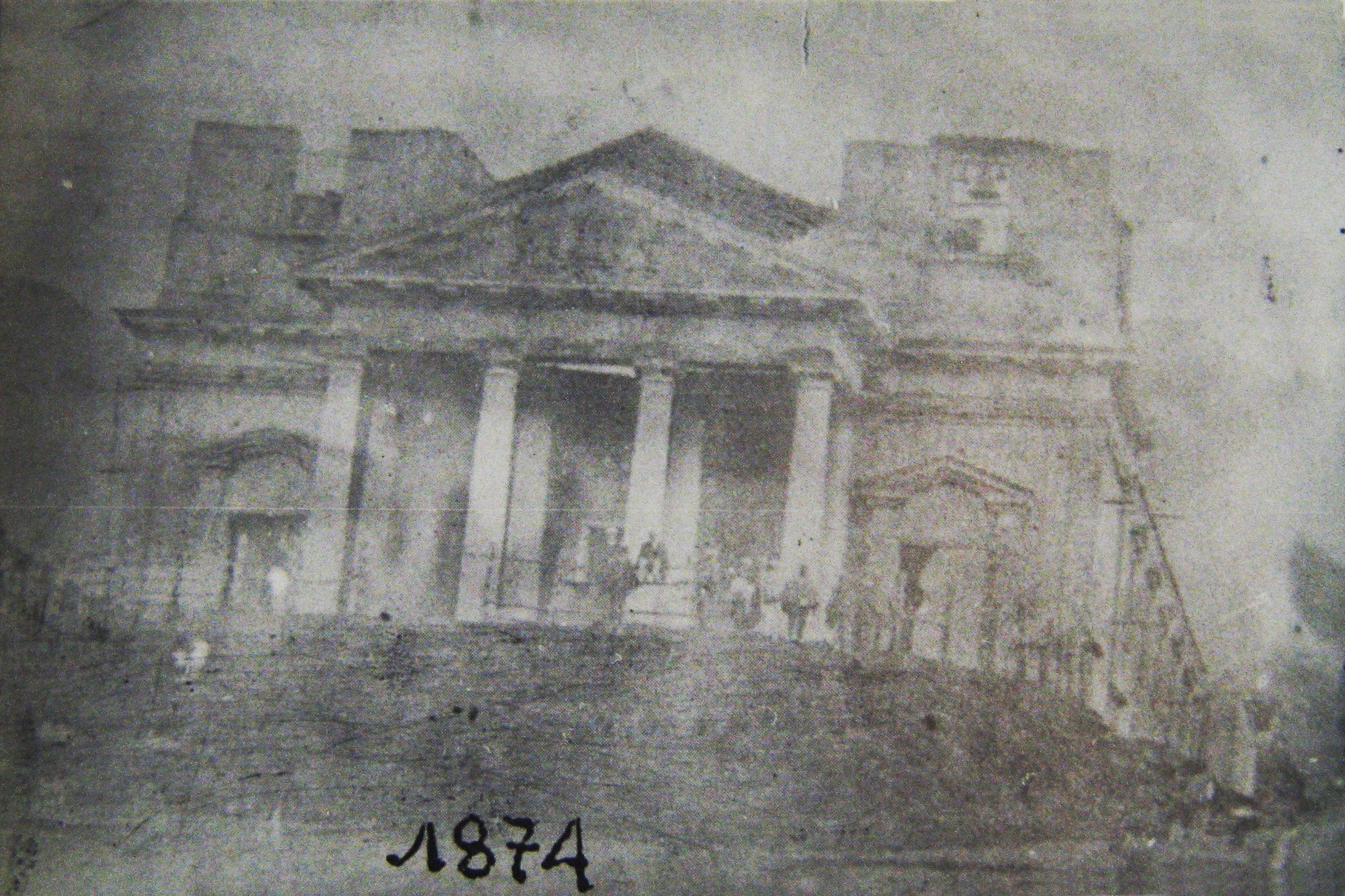
El Templo de Nuestra Señora de la Merced en 1874. Nótese el pórtico rematado por un frontón clásico que tenía anteriormente, el cual se desplomó en 1890 y debió suprimirse totalmente del diseño.

En junio de 1884, el Pbro. Uladislao Ortiz y el laico Marco A. Mejía, enviaron a la Junta una carta en la que solicitaban se empezara a edificar la torre derecha del templo sin perjudicar los trabajos que se realizaban en el interior. Si esto se efectuaba, ellos prometían dar para el proyecto tres mil pesos, dinero que era el costo aproximado de la torre. Inmediatamente la Junta aprobó la propuesta en sesión del 12 del mismo mes, reunión en la que estuvo presente el obispo Joaquín Guillermo González.
A partir de esta fecha, se presentaron muchos problemas. Tan pronto se estaba en plena construcción se notificaba la interrupción; se reiniciaba y se suspendía de nuevo. Por ejemplo, el 8 de febrero de 1885 se suspendió indefinidamente el contrato con José María Zapata de acuerdo con la cláusula 11 del mismo; el 20 de abril se reiniciaron los trabajos, pero a causa de las turbulencias políticas de la Guerra Civil de 1885 se interrumpieron el 16 de mayo; el 10 de agosto se reanudaron los trabajos para suspenderse nuevamente el 27 de octubre, porque no había ni dinero ni materiales. Se volvieron a retomar el 11 de enero de 1886, pero solo hasta el 27 de febrero en que se paralizaron de nuevo. El 8 de marzo se reiniciaron los trabajos y el 10 de abril se paralizaron por enésima vez; el 19 de mayo se reabrió la obra, el 5 de junio se volvió a suspender, y así repetidamente.
Ante tantos problemas el padre Aldemar Palacio, el 6 de agosto de 1886, dio a conocer al obispo la difícil situación que se estaba presentando, igual a la que se había experimentado dos años atrás, ya que los ingresos eran insuficientes, pues solo estaban compuestos por las colectas de limosnas que hacían en las tres o cuatro misas que se realizaban los domingos. Por esto le solicitaba que se sirviera "seguir pasando por el contrato que S.Sª. -o sea el obispo- celebró con el señor Baldomero Jaramillo en el año de 1884 de dar 40 pesos de ley por cada mes y que esta gracia siga surtiendo sus efectos por este año y los venideros hasta que concluyamos la iglesia".
Estos cuarenta pesos no eran pago por servicios prestados. El contrato citado lo que establecía era que en vez de dar a la diócesis toda la ofrenda que se recogía en la parroquia para el Santo Padre, se daría con ese fin a la curia solamente cuarenta pesos, independientemente de la cantidad recaudada, para dejar el resto como auxilio para la edificación del templo. A este convenio se había llegado en 1884 tras la idea formulada por Jaramillo. La petición fue acogida positivamente desde Liborina por el obispo de Antioquia, Jesús María Rodríguez el 3 de septiembre, quien permitió se continuara "enviando para el dinero de San Pedro la suma que ofreció el Sr. Baldomero Jaramillo", quien además de formar parte de la junta de los trabajos del templo ocupó el cargo de mayordomo de fábrica.
La construcción continuó con algunas interrupciones. El 11 de octubre de 1886 se reiniciaron, pero en 22 de enero de 1887 se suspendieron por lo de siempre, falta de materiales y de dinero, y también por la urgencia de construir el Puente de Arco (que se llamó Puente de Arco de Vélez), sobre el río Nechí, el cual comunicaba con Medellín y con los pueblos vecinos. Esta decisión fue apoyada por los miembros de la Junta. El 30 de marzo de 1888 se reanudaron las obras del templo y el 20 de septiembre se suspendieron; el 20 de febrero de 1888 se abrieron, el 7 de julio se acabó el material y el 6 de agosto se retomaron las obras, esta vez por un lapso de tiempo mayor.
El 18 de junio de 1889, cuando ya estaba terminada una de las sacristías, el obispo Jesús María Rodríguez autorizó al cura para que celebrara la santa misa y administrara el sacramento de la penitencia en el templo en construcción y durante la visita pastoral que hizo el 17 de agosto del mismo año ordenó en su auto (acta), que se reanudaran los trabajos del templo. Además, aprobó el oratorio y permitió que realizaran en él las funciones religiosas mientras se concluían los trabajos de construcción.
El 25 de enero de 1890, la obra se detuvo nuevamente, esta vez porque el oficial mayor, Ricardo Pérez, y el arquitecto Zapata se retiran de Yarumal sin previo aviso. Pocos días después José María Zapata Muñoz presentó renuncia como director de la obra, y más tarde, el 6 de febrero de ese año se desplomó el pórtico y la cúpula del templo en construcción. En la reunión del 15 de febrero, la Junta aceptó la renuncia del arquitecto Zapata. Se cree que el derrumbe posiblemente se deba a dos causas, primero a errores estructurales en el diseño o a la discontinuidad en los trabajos, que generó inestabilidad en la construcción.
Este infortunio no fue bien visto por la comunidad que indignada señalaba a los responsables. Fue tan grave el asunto, que las críticas salpicaron a los miembros de la Junta, constituida entonces por Joaquín Mejía como presidente, Faustino Rivera como vicepresidente, Abraham Mejía P. como secretario y Baldomero Jaramillo como tesorero. Ante las denuncias, la Junta citó a una reunión popular para el 17 de febrero de 1890 y, en el pleno, presentó renuncia para que la población quedara en libertad de elegir a nuevos miembros con mayores capacidades. El pueblo, reaccionó y cambió las acusaciones por agradecimientos, al tiempo que les instaron a no renunciar, por lo cual la Junta reflexionó y decidió permanecer en sus cargos.
Dos días después de este suceso se reunió la Junta para evaluar la situación y obtener un arquitecto que examinara la construcción, determinara qué era necesario demoler y se pusiera al frente de la dirección de la obra. Se delegó al tesorero para que en Medellín obtuviera a dicho profesional. Debía hacer todo lo necesario por contactar preferiblemente a un sacerdote jesuita que era muy instruido en arquitectura teórica y práctica. El arquitecto José María Zapata no volvió más a Yarumal.

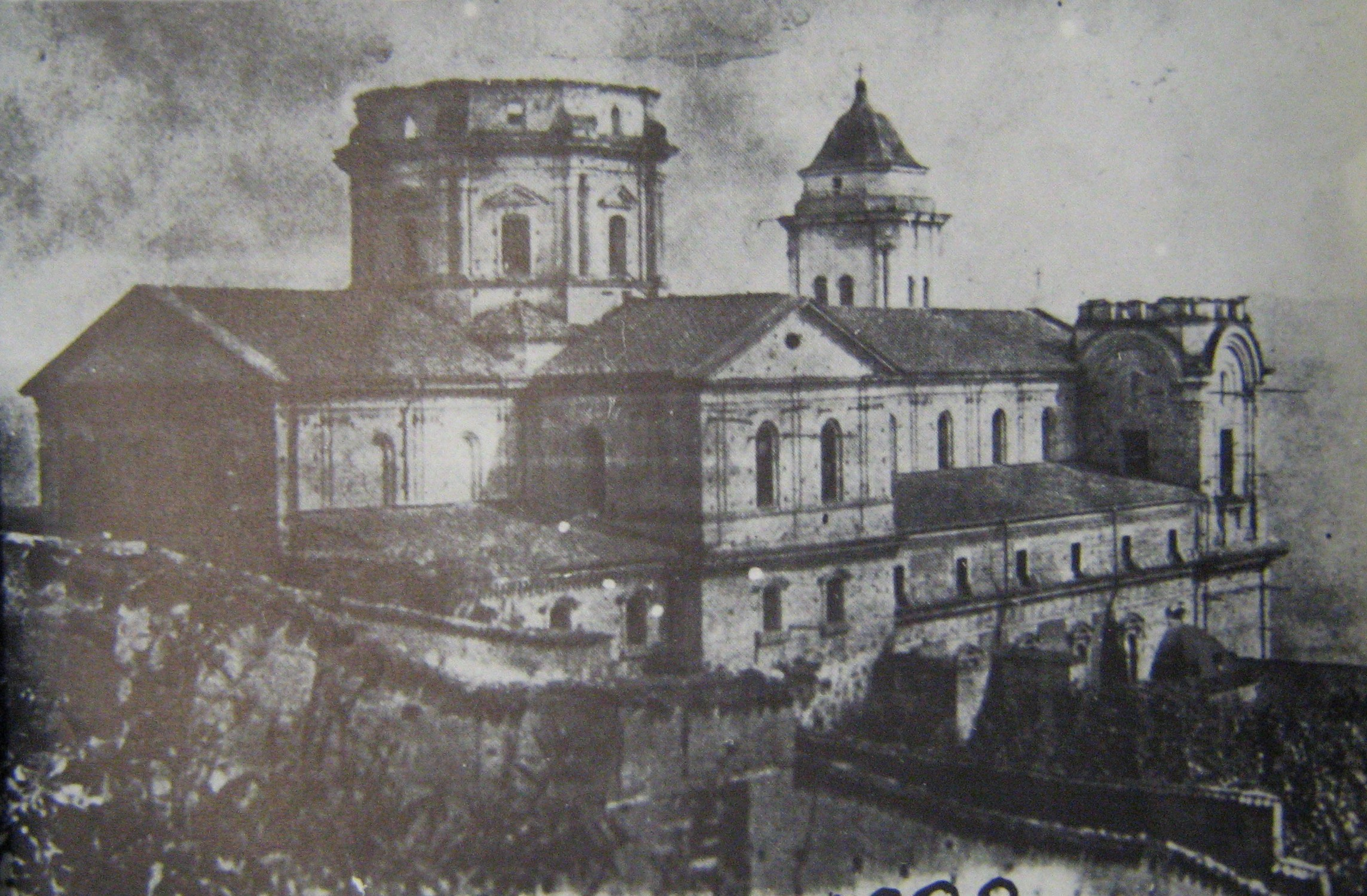
Vista del templo en 1892. La cúpula se había desplomado en enero de 1890 junto con los pilares que la sostenían, y su reconstrucción solo llegó hasta el tambor como se observa en la imagen. La torre terminada que cuenta con un remate diferente al actual, es la que luego presentó problemas estructurales.

Más adelante, la junta hizo enormes esfuerzos por convencer al oficial Ricardo Pérez para que volviera a Yarumal, éste no contestó a las solicitudes por vía telegráfica a la ciudad de Medellín, entre otras razones, porque no se atendió su solicitud de aumentarle el jornal. Por tal razón, en la reunión del 2 de mayo se convino llamar —para contratarlo— a Justiniano Miranda. Pero finalmente la Junta accedió a los requerimientos de Ricardo Pérez y se logró un acuerdo entre las dos partes.
El día 14 de diciembre de 1893, Victoriano Palacio, presidente de la Sociedad de Artesanos, planteó al padre Aldemar Palacio que promoviera un “convite” con el objeto de traer la madera que faltaba desde "La Cueva", una finca de la que se pretendía que los vecinos de Yarumal, debidamente organizados en comisiones, fueran el 25 del mismo mes para transportar los tablones que servirían de vigas.
El 25 de diciembre de 1893, el presidente de la Junta de los Trabajos del Templo, Faustino Rivera Vargas, resolvió llamar de nuevo al oficial para que comenzara los trabajos con la mayor agilidad posible. Pero como los fondos obtenidos durante todo ese año se habían gastado en pago de los trabajadores, adquisición de materiales y en madera para la armazón, la tesorería se hallaba sin fondos. Por esta razón pidió al sacerdote Aldemar Palacio medidas drásticas para poner la techumbre del templo antes de que volviera un invierno tan fuerte como el anterior, pues esto pondría en riesgo todo lo que se había edificado, inclusive los tapiales.
Para obtener capital se planteó organizar un bazar y establecer para los habitantes una contribución mensual como la que recaudaba en otro tiempo el Pbro. Uladislao Ortiz, también que se estimulara al pueblo para que en dos ocasiones del año hiciera un donativo de alguna consideración: una el Sábado Santo y la otra el 24 de septiembre, fiesta de la patrona.
En el estado en que se encontraban las obras se calculaba que para terminar el templo se necesitaba algo de madera, por fortuna no mucha, pero se requerían dos cosas: la primera, que mucha gente se comprometiera a transportarla en una sola jornada; la segunda, que acabaran las lluvias y lograra contarse con un buen día. La situación era tan preocupante que la Junta hizo un serio llamamiento para que todos colaborasen. La respuesta fue amplia y se procedió a realizar la cubierta del templo. El diseño del armazón del templo fue obra de Victoriano Palacio, diseño que fue examinado el 21 de mayo de 1894 por Tomás Vásquez, para su aprobación, quien lo halló suficientemente sólido según sus conocimientos. Sin embargo, debido a las malas experiencias que se habían tenido con el desplome del 6 de febrero de 1890, se resolvió, en una reunión posterior, hacer examinar el proyecto por un ingeniero. Mientras no se obtuviera un dictamen positivo todos los trabajos de carpintería permanecían suspendidos. Entre tanto se centraron en los trabajos de la torre.
Heliodoro Medina fue el facultado de conseguir a dicho profesional, quien obtuvo los servicios del ingeniero Heliodoro Ochoa. El 10 de agosto de 1894, se realizó una reunión con gran asistencia que tuvo lugar en el salón del Concejo (en la desaparecida Casa Consistorial). El Ingeniero recomendó no construir el pórtico, a pesar de que la comunidad quería que el templo lo tuviese, por las dificultades halladas para darle firmeza. Abierta la discusión, todos los integrantes de la Junta, así como las personas presentes, estuvieron conformes en que se suprimiera el pórtico del proyecto. Fue entonces cuando encargaron a Ochoa que realizara el diseño de la fachada frontal.
Posteriormente el ingeniero Ochoa planteó que la parte posterior del templo se cubriera con estructura de madera en vez de la bóveda de calicanto como estaba antes. De la misma opinión era el oficial Ricardo Pérez y varios de los asistentes. La propuesta se aprobó por mayoría. Seguidamente, el ingeniero opinó sobre los trabajos realizados hasta la fecha. Informó que encontraba sólido el trabajo de carpintería y que la comunidad yarumaleña debía hallarse satisfecha por contar con el oficial Pérez para los trabajos de albañilería.
Pero no todo eran noticias positivas. Desde el 21 de febrero de 1895 se volvieron a detener definitivamente las obras del templo por absoluta carencia de fondos y problemas para recolectarlos. Lo único que continuó trabajando —-aunque a media marcha—- fue el tejar con el objetivo de almacenar material para cuando se restablecieran los frentes de trabajo. La razón de mantener las labores en el tejar obedecía a que la iglesia tenía derecho a utilizar ese sitio solo hasta el primero de junio de 1898, ya que los herederos de Félix Vásquez (persona que había otorgado el derecho) entablaron un pleito de reclamación contra la iglesia. En estas circunstancias se estaban produciendo al mes unas mil piezas, y el promedio de gastos por mes era de doscientos cincuenta pesos.
Ese 21 de febrero de 1895 fue una fecha delicada, pues presentaron renuncia todos los integrantes de la Junta. Por lo cual, el párroco citó para el 24 de ese mes a la comunidad para ocupar las vacantes, pero en la discusión se expuso que la situación de orden público por la que pasaba todo el Estado no era favorable, pues aún se sentían los efectos de las anteriores confrontaciones civiles, además ese mismo año se desarrolló otra guerra civil (la de 1895).
Por lo cual, se resolvió que hasta que pasaran los problemas, o al menos disminuyeran, la Junta de Fábrica debía tomar las facultades de la Junta del Templo y que el mayordomo quedaría encomendado de autorizar los gastos necesarios. Para el 4 de agosto de 1895, los trabajos del templo se mantenían prácticamente paralizados. Solo se hallaban tres frentes trabajando: un peón encargado de labrar material para cornisas, recibir el material que enviaban del tejar de La Cueva y vigilar que no se generaran daños en ninguna parte; el oficial Ricardo Pérez, que debido a su gran eficacia estaba al frente de la dirección de la obra, era considerado un experto en cúpulas y su trabajo había sido aprobado por dos ingenieros que lo examinaron; por último los carpinteros Félix A. Díaz y Victoriano Palacio, encargados de la armazón, cuyo trabajo fue aprobado por el ingeniero Heliodoro Ochoa.
Además, los únicos fondos que se conseguían eran las limosnas dominicales y alguna ganancia por rifas que no pasaba de cincuenta pesos, un dinero que ya se encontraba gastado. Por lo cual, sin lograr obtener más capital, era imposible continuar la obra, y al no quedar alternativa, la Junta ordenó el 12 de octubre de 1895 que se condenaran las puertas laterales del templo y que se construyera una cerradura con dos llaves para la puerta del medio.
El oficial Ricardo Pérez, originario de Medellín, era el único que se encontraba comprometido solemnemente a trabajar en el proyecto hasta dejarla a satisfacción, por un documento que firmó el 16 de octubre de 1894, pero al ver el avance irregular de la obra por la insolvencia económica, se sintió perjudicado y abandonó el proyecto el 5 de noviembre de 1897. Para ese momento el templo se encontraba muy avanzado pero aún sin concluir.
El 11 de mayo de 1899, el presbítero Ildefonso Tirado (párroco entre el 11 de diciembre de 1897 y el 13 de junio de 1899), viendo el estado de la edificación y para animar a la población a seguir contribuyendo, comenzó a celebrar ceremonias religiosas en el nuevo templo de La Merced aún sin terminar. Además, en ese mismo año estalla la Guerra de los Mil Días, siendo una de las más sangrientas confrontaciones internas de Colombia. Así terminó el siglo XIX.

### ElsigloXX

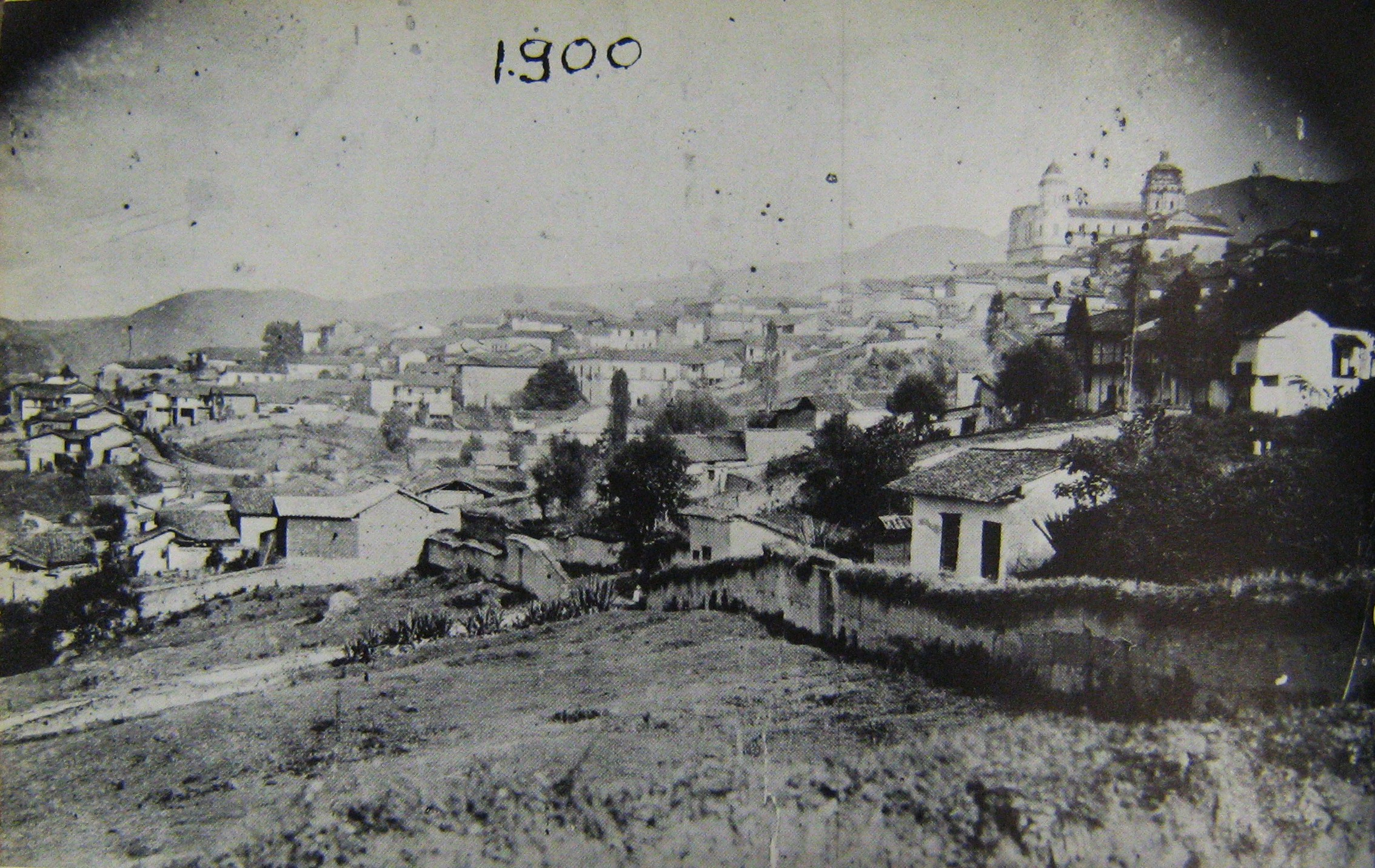
Vista de Yarumal en 1900. La basílica es la construcción dominante del paisaje urbano, característica que aun mantiene.

El siglo XX pareció comenzar con mejor suerte. Para el mes de febrero de 1900 se comenzaron a construir rejas de madera para las vidrieras de la Iglesia. La madera para la cúpula fue contratada con Juan de Dios Calle y la mano de obra con Félix A. Díaz, quien recibía cuatro pesos de jornal. El 27 de diciembre del mismo año la Junta autorizó al último de los citados para que iniciara los trabajos finales de la torre donde se situaría el campanario. El 15 de febrero de 1901 se comenzó la construcción de las puertas de madera para las entradas laterales, y la principal se autorizó el 20 de julio de 1903. El 20 de mayo de 1901 se autorizó a la congregación de Hijas de María colocar el altar de la Inmaculada que ellas habían mandado construir con aprobación de la Junta de 1898; se mandó llamar al director de la obra, ingeniero Heliodoro Ochoa, para que regresara de Medellín a Yarumal a seguir los trabajos detenidos y se acordó con Juan Nepomuceno Gómez la construcción de los picaportes y aldabas para las puertas del campanario y de las naves. Igualmente, Victoriano Palacio fue designado el 22 de julio de 1901 para dirigir la instalación de la baldosa del templo y se le fijó una remuneración de ochenta pesos semanales por tres semanas.
Los trabajos fueron de nuevo detenidos hasta julio de 1903, cuando se reiniciaron por la cercanía de la visita del obispo de Antioquia, Manuel Antonio López de Mesa. Para ese momento se le encargó a Victoriano Palacio, con la misma asignación anterior, el arreglo del altar, la instalación de una chambrana en el presbiterio, dos pilas de agua bendita y el campanario. En el mismo mes se consiguieron tres mil ladrillos y cuatrocientas tejas para seguir con los trabajos de la construcción. Pero el obispo se dio cuenta de que estaban trabajando en la obra solo porque él estaba allí y expresó lo doloroso que el templo hubiera sufrido paralización "en sus trabajos durante los tres últimos años debido en parte a la desastrosa guerra que flageló el país, y quizá también al poco acuerdo que había habido entre los miembros que formaban la junta..." por lo cual resolvió declarar insubsistente a toda la junta y paso a nombrar otra que quedó compuesta así: presidente, el cura de la parroquia Emigdio Antonio Palacio Pérez (párroco entre el 8 de junio de 1899 y 4 de julio de 1909); vicepresidente, Basiliso Mejía; tesorero-secretario, Ulpiano Rivera; vocales: Virgilio Zuluaga y Pedro Pablo Betancourt. Además, el obispo López de Mesa fue puntual en reconocer que "la parroquia de Yarumal por su población e importancia necesitaba de dos templos" y ordenó a la junta recién conformada que no solo se enfocara por la obra del nuevo templo sino también por el mantenimiento de la Capilla del viejo cementerio.
La Junta trabajó con energía. El 19 de octubre de 1903 aprobó que una vez finalizada la colocación del altar encomendado por las hijas de María, se procediera a celebrar el contrato para la finalización de la cúpula, la cual se construiría en madera revestida en cobre. Autorizó además que se trajera del exterior el cobre requerido para el revestimiento así como los vidrios. Ello se haría por intermedio de una empresa importadora, previa solicitud de exención de impuestos de aduana, según propuesta de Pedro Pablo Betancourt.
La cúpula, según cálculos del ingeniero Ochoa, necesitaría un total de 210 tablones grandes y 700 tablones pequeños, 12 quintales de cobre y 2 de estaño. La Junta ya tenía en la bodega 196 de los primeros y 92 de los segundos. Según Betancourt, la casa Rubén Vásquez y Cía. Ltda. estaba en capacidad de entregar 10 quintales de cobre que tenía en ese instante, y el resto en otra entrega próxima. Según el informe suministrado por Virgilio Zuluaga en la reunión del 2 de noviembre de 1903, Lázaro Rivera se había comprometido a donar el cobre requerido, por lo que realizaron el pedido a la comercializadora citada. Y para que la edificación tuviera cada vez más forma de templo, la Junta aprobó, en la sesión del 22 de noviembre, la propuesta de José María Hoyos, de colocar un altar provisional con la imagen de San José en una de las naves laterales.
La Junta estuvo durante algún tiempo indecisa de a quién contratar para terminar la cúpula. Si a Félix A. Díaz, que pensaba volver a Medellín para encargarse de unos trabajos pendientes, o a Heliodoro Ochoa, con el cual se tenía un contrato vigente. El 29 de noviembre Díaz hizo una propuesta de continuar y terminar "la obra si se le pagaban $600 semanales, se le daban los materiales y trabajadores que necesitara, que serán uno o dos y si además se le entregan $30 000 el día que entregue la obra, aumentando o rebajando proporcionalmente esta suma según que haya desmejorado o mejorado la moneda circulante". A esta propuesta, Pedro Pablo Betancourt requirió fijar un plazo para terminar la obra y que se hiciera una consulta con Ochoa para determinar su posición frente a una suspensión "por algún tiempo" del contrato que poseía con la Iglesia. En definitiva, salió favorecido Díaz, quien continuó las labores de la cúpula en la primera semana de Pascua de 1904.
Sin embargo, la cúpula no se salvó de las interrupciones. Para el 5 de junio de 1905 los trabajos del ábside fueron detenidos para seguir con los de la fachada principal y el pavimento de la iglesia, según la propuesta presentada por el mismo Félix A. Díaz y que aprobó la Junta en pleno. Para estas obras se contrataron como oficiales a José A. Miranda y Luis Navarro, a los cuales se les pagaba ciento veinte y cien pesos diarios, respectivamente.
El 6 de enero de 1906 se discutió y acordó que el pavimento del edificio sería entablado. En esta misma fecha Carlos Mejía Vargas, respaldado por otros médicos que estuvieron presentes en la reunión, expuso que, por los peligros que podía ser para la salud el celebrar misa en un templo sin pavimentar, se trasladaran todos los oficios religiosos a la capilla del viejo cementerio. El sacerdote no vio problemas en acceder a esta propuesta.
El 21 de noviembre de 1907 se resolvió empezar la construcción de la cornisa grande del altar mayor con tablones de comino, porque este material manifestaba mayor firmeza que los ladrillos disponibles en el sector.

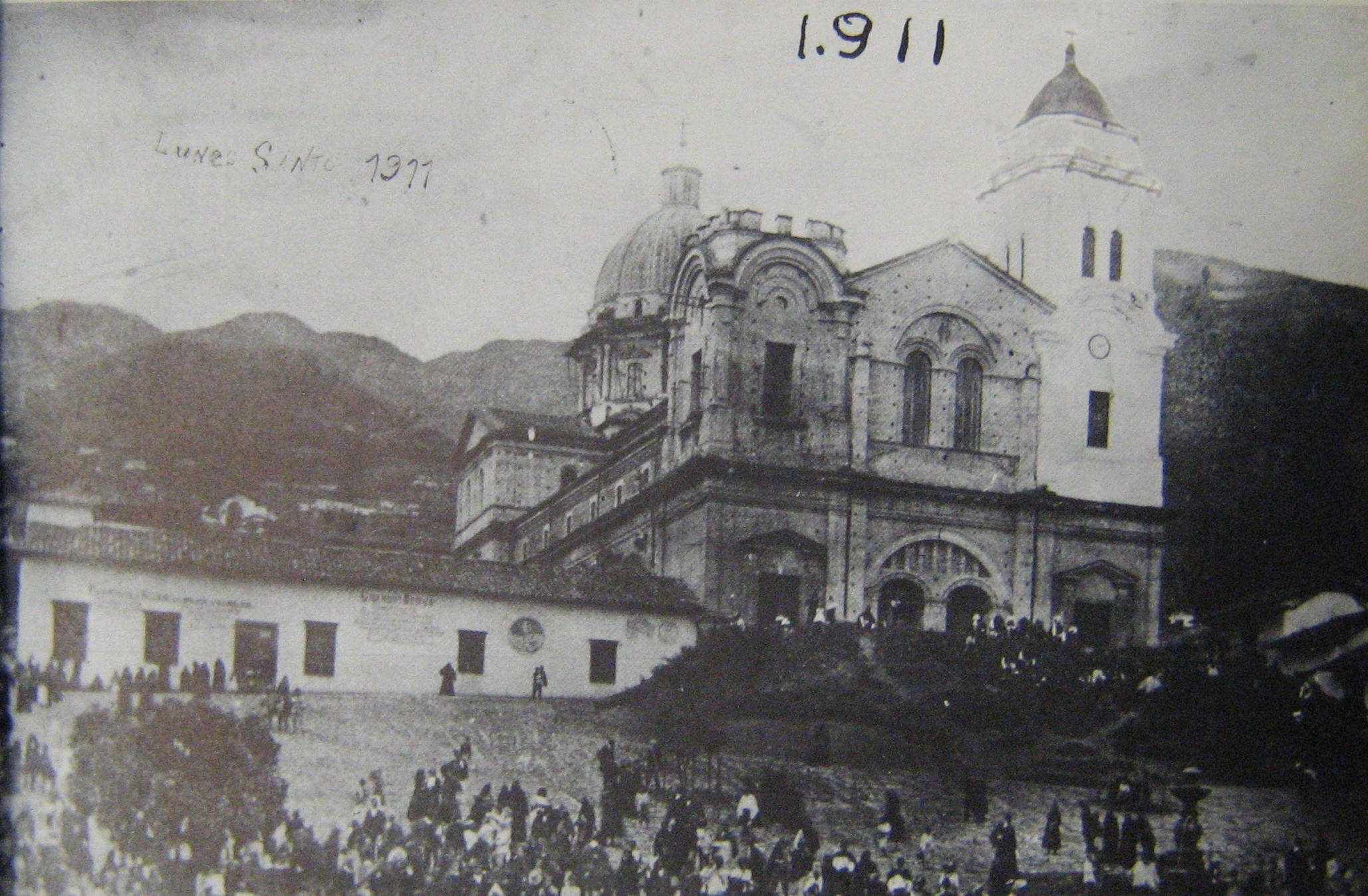
El templo en 1911. En la torre derecha habían aparecido hendiduras en los dos últimos cuerpos en 1908. Se puede ver en la torre el primer reloj que tuvo la basílica en 1882, que luego sería trasladado en 1920 al vano central. La casa de la izquierda sirvió de cuartel militar durante la Guerra de los Mil Días.

En junio de 1908 se comenzaron a ver los efectos en la “economía” de los materiales que hicieron tanto Félix Díaz, como la Junta, y todo por no contar con los servicios del ingeniero Ochoa. Pues una de las torres comenzó a presentar problemas estructurales y la comunidad se hallaba preocupada. Por lo cual, se decidió llamar al ingeniero Ochoa para que éste determinara lo más conveniente. Desde Medellín, el ingeniero dio algunas indicaciones pertinentes para componer la torre, en especial, el de reforzarla con madera.
El ingeniero Heliodoro Ochoa se presentó en Yarumal el 24 de diciembre y visitó, con la junta en pleno, las obras del templo. Además, los acompañó una comisión integrada por destacados personajes del municipio, con el objeto de que la comunidad diera su aprobación a lo que determinara el Ingeniero. De las indicaciones escritas por el ingeniero Ochoa al presidente de la Junta se logra formar una idea del problema:

"Los cimientos del torreón que me ha correspondido examinar se encuentran en perfecto buen estado de solidez; señal evidente de lo que dejo dicho, el magnífico plomo de los muros del cuadrilátero en todo su desarrollo. Los muros del primer cuerpo no pueden estar en mejor estado de solidez.

Se encuentran algunas ligeras hendiduras en los muros del segundo y tercer cuerpo. Estas, que en verdad no tienen importancia, obedecen a dos causas. La primera y principal consiste en la debilidad de los arcos adintelados que cierran las primeras ventanas. No pudieron resistir la fuerza de presión que gravita sobre ellos. Y la segunda consiste en la vibración de las campanas (no hablo de las del reloj). El eco de estas se repercute en los muros y atendida la debilidad de que ya se ha hablado, las campanas han venido a hacer, algo así, como un factor que lentamente ha estado contribuyendo al ligero deterioro de los muros. La detonación de un cañón rompe cristales y destruye artesonados y enlucidos.
Ahora bien, ¿qué reparos deben hacerse? Los siguientes: desarrollar umbraladas de madera en los arcos adintelados y esto es lo primero que debe hacerse. Me refiero también a los arcos adintelados del torreón que aún no está terminado. Reparar las hendiduras de los muros. Una caja que se encuentra en la cornisa del tercer cuerpo, destruirla en absoluto y luego desarrollar un plano inclinado para el derrame de las aguas. Este plano debe revocarse con argamasa o mezcla de cal y arena en cantidades iguales; la cal y la arena cernidas y la arena que no contenga lodo. Con esta clase de mezcla deben revocarse todas las proyecciones del torreón incluyendo el último cuerpo. El revoque en el último cuerpo es importantísimo por cuanto que el que hay hoy está deteriorado y el material humedeciéndose.
El mismo revoque debe aplicársele a la cornisa de la cúpula. Es importante engrasar el revoque de que vengo hablando.
El señor don Félix Díaz está bien poseído de la manera como debe desarrollarse todo lo que dejo dicho. Guzmán también lo está en cuanto al reparo de las hendiduras, caja, planos inclinados y revoque engrasado.
Con mucho gusto vería yo que la Junta resolviera hacer el revoque con cemento. Es verdad que esta clase de obra es bastante más cara, pero en cambio el revoque hecho con este material queda desde luego impermeable y desafiando los siglos. Es una verdadera piedra artificial.
Los datos sobre el costo total de esta clase de trabajo se los suministraré a la Honorable Junta verbalmente si así lo desea.

Por último, las campanas deben colocarse en el piso del primer cuerpo. Dejo así cumplida mi comisión según mi leal saber y entender y quiera nuestro Señor y así se lo suplico no me haya equivocado".

La Junta obedeció todas las recomendaciones, excepto la que establecía bajar las campanas, por considerar que los arreglos realizados en el cuerpo de la torre le daban suficiente solidez.
Para conseguir fondos y emprender las reparaciones se dispuso pedir permiso para realizar algunas salidas al campo y celebrar misa en casas de particulares, lo que había sido una experiencia exitosa en otras parroquias. Por lo cual, el padre Juan J. Arroyave (párroco entre el 4 de julio de 1909 y el 19 de noviembre de 1912), solicitó a la Curia de Antioquia dicho permiso, que le fue concedido.

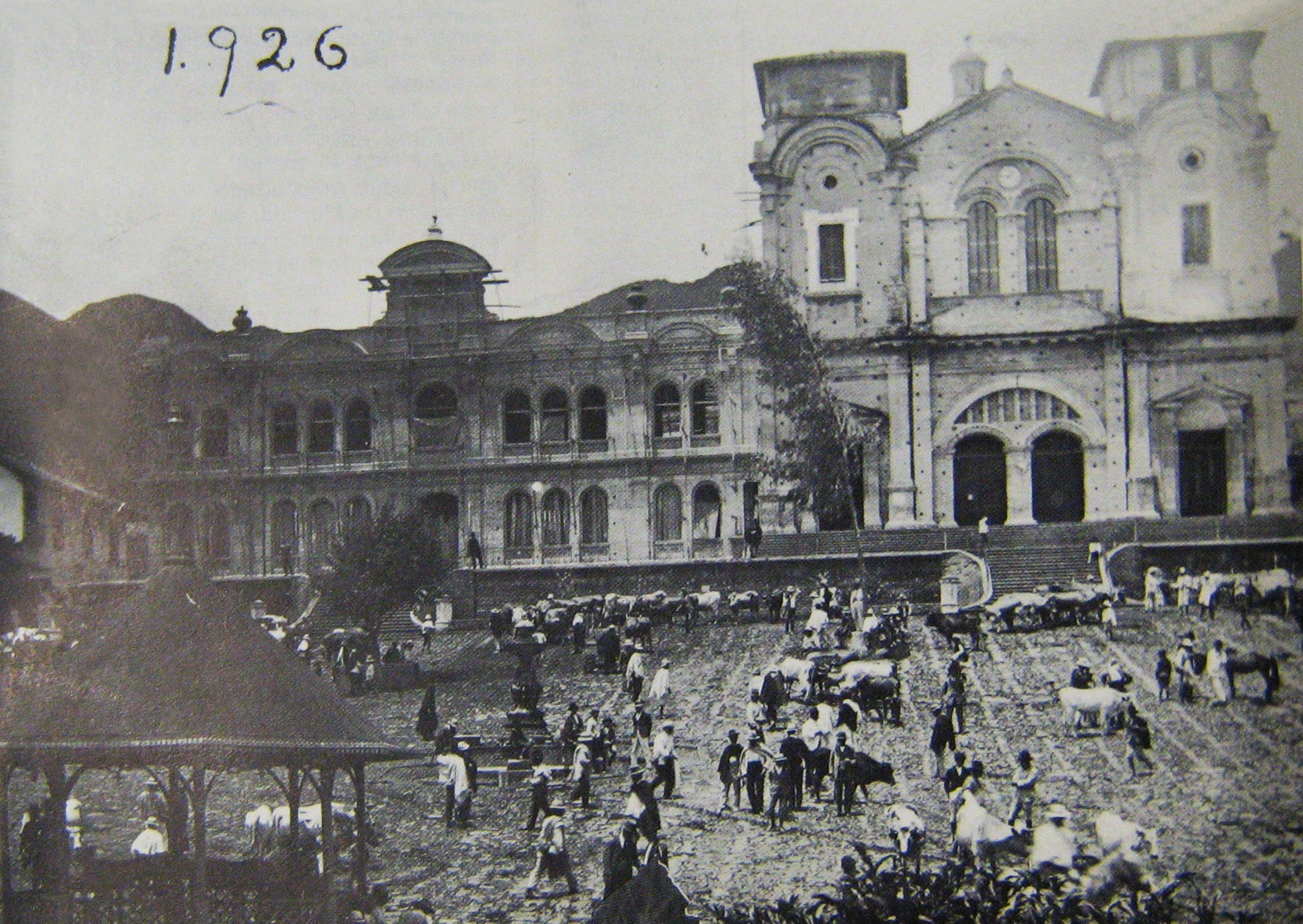
La Plaza de Yarumal, un jueves de feria de 1926, con el quiosco de madera y la fuente de agua. En el templo, se había demolido por problemas estructurales el tercer cuerpo de la torre de la derecha, hallándose ambas torres inacabadas. El reloj de 1882 está ubicado en el vano circular entre las ventanas sobre la puerta central, después de haber estado inicialmente en la torre derecha.

El 21 de abril de 1914, el Pbro. Leónidas Lopera Roldán (párroco entre el 19 de noviembre de 1912 y el 8 de marzo de 1916), ordenó la construcción del atrio del templo, con los planos diseñados por Joaquín Pinillos y bajo la dirección de los maestros de obra José López y Jesús María Saldarriaga. Al año siguiente (1915), el padre Leónidas Lopera encargó a los ebanistas Carvajales, el altar definitivo que por varios años sirvió de principal.
El 5 de febrero de 1917, el Papa Benedicto XV emitió la bula Quod catholicae, por medio de la cual crea la Diócesis de Santa Rosa de Osos, desmembrando territorio de la entonces Diócesis de Antioquia. Desde entonces la parroquia de Yarumal pasó a formar parte de la nueva sede episcopal.
Durante la primera visita que realizó al municipio en 1925 el Obispo de Santa Rosa de Osos, Miguel Ángel Builes, quedó contento con la obra y como consta en su auto (acta) de visita con fecha 8 de marzo, ordenó que se continuara la construcción de las torres. Para el mes de octubre de 1931 las torres estaban edificadas apenas hasta la mitad. En una visita posterior, el mismo prelado registró en su auto: "El templo con sus torres ya terminadas, sus adherencias en la sacristía, el Santuario del Señor Caído... las nuevas campanas, el baldosado a punto de realizarse".
En la noche del viernes 4 de febrero de 1938 se produjo un sismo que causó serios daños en la edificación del templo. Resultaron afectados los muros, se produjo el asentamiento del arco toral en la nave central y el agrietamiento del ábside. Al padre Gerardo Martínez Madrigal (párroco entre el 6 de octubre de 1930 al 2 de julio de 1942 y futuro Obispo de Garzón, Huila), le correspondieron las diligencias de reparación, quien de inmediato solicitó dictamen técnico a profesionales en ingeniería y arquitectura, quienes realizaron visita de inspección y estudios fotográficos. Entre los consultados estuvieron Evelio Carvajal, los arquitectos Ignacio Vieira y Federico Vásquez Uribe, la firma de ingenieros Álvarez y Calle, Luis Zapata (quien había reparado el templo de Barbosa cuando otro sismo le causó daños más graves), Luis Salazar y Jesús Mejía a quien se le consideraba la persona más autorizada.
Las evaluaciones conceptos fueron muy distintas. Unos planteaban que se realizaran amarres a los muros con cintas de hierro, otros que se demoliera lo que estaba severamente afectado y se procediera a colocar cimientos para levantar un nuevo arco en hormigón apoyado en nuevas columnas. El párroco, con permiso expreso de la curia de Santa Rosa de Osos, escogió realizar las reparaciones sugeridas por Jesús Mejía, las que fueron hechas por Zuleta. Fue necesario cambiar ladrillo por ladrillo para garantizar su reconstrucción.

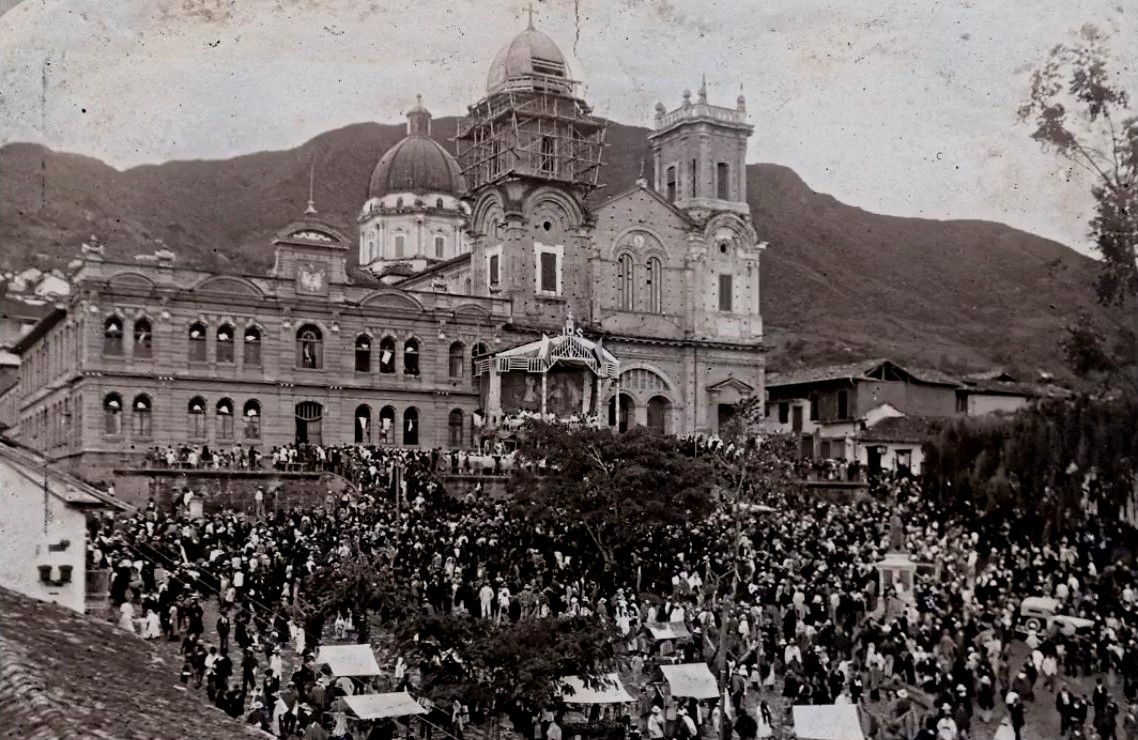
Parque de Yarumal años treinta aprox. y las torres del templo están siendo terminadas. En la Basílica se usó sistemas constructivos propios de la época y del lugar. Un ejemplo de esto es el uso de andamios de madera unidos con sogas y empotrados en el mismo muro, y que van subiendo a medida que lo construcción se eleva. En esta fotografiá se puede apreciar dicho sistema y los huecos que va dejando mientras avanza la obra.

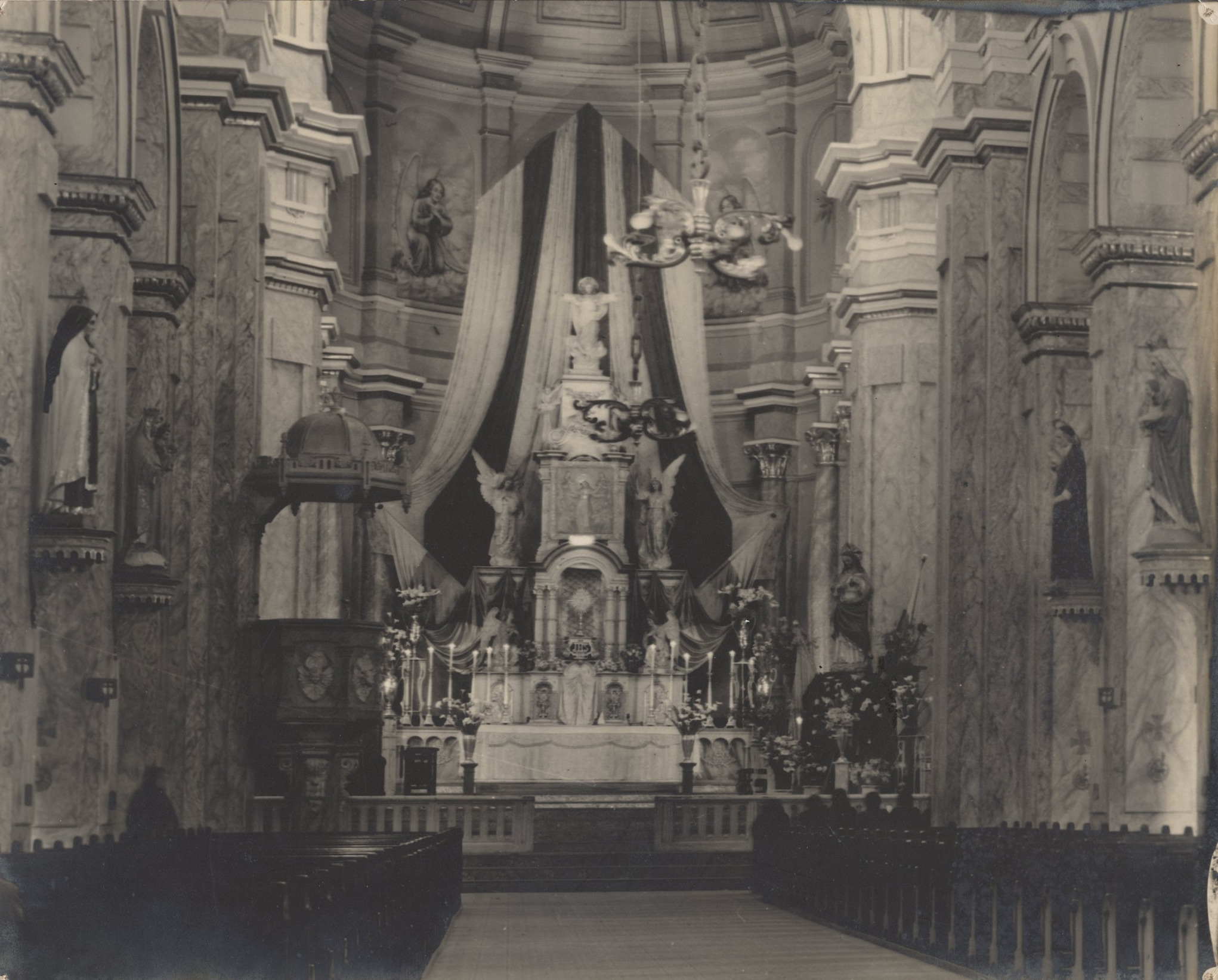
Interior de la Iglesia en los años 40 del. Se puede ver el primer retablo mayor que tuvo el templo y el púlpito que fue demolido en 1971, este es el aspecto que tenía en su inauguración.

Al padre Martínez Madrigal lo sucedió el Pbro. Francisco Gallego Pérez (párroco entre el 2 de julio de 1942 al 16 de febrero de 1953 y futuro Obispo de Barranquilla). En sus primeros veintidós meses al frente de la parroquia realizó una gran actividad para lograr el templo que hoy está erigido. Le tocó, pues, seguir las obras de reparación. Como solo había recibido la cúpula reparada, le concernió asegurar los arcos torales, el presbiterio y los laterales hasta el púlpito. Además emprendió la obra decorativa y las terminaciones del edificio, trasladó el bautisterio para poner la capilla del Señor Caído, construyó el cielo raso, las escaleras del coro alto, y mandó traer del paraje Santa Inés, en el municipio de Valdivia, la primera piedra de ara que se consagró en el altar del medio, la cual costó trescientos pesos.
Finalizadas las obras de reparación, el obispo Miguel Ángel Builes realizó la consagración del Templo de Nuestra Señora de la Merced el 11 de febrero de 1944. Estuvieron presentes los presbíteros Francisco Gallego Pérez, párroco, los cooperadores Rafael Vélez, Emilio Zuluaga y Benedicto Soto, así como otros miembros de la curia diocesana y del Seminario de Misiones.
En 1947 el Pbro. Francisco Gallego Pérez adquirió por siete mil pesos el primer órgano de la iglesia, que se trataba de un órgano electrónico de la marca Hammond, el cual fue inaugurado el 16 de julio, pero la correspondiente bendición fue realizada el 14 de septiembre de ese mismo año.
Siendo párroco Efraím Jiménez (párroco entre el 9 de marzo de 1953 y 24 de marzo de 1968), contrató a Raúl Bohórquez el ornamento de las torres del templo con plata líquida alemana. Los trabajos finalizaron el 24 de septiembre de 1953 y la mano de obra costó 5.000 pesos. También, le tocó al padre Jiménez finalizar el revoque del costado oriental del templo, labor que se terminó el 6 de marzo de 1954. El mismo párroco realizó las gestiones para obtener el actual altar de mármol, que fue consagrado el 7 de junio de 1955 por monseñor Builes, y también adquirió por 102 000 pesos el actual órgano tubular del templo de la casa E.F. Walcker & Cie., Ludwigsburg (Alemania), el cual fue bendecido por el obispo Builes el 24 de marzo de 1963. El órgano Hammond fue vendido por 25 000 pesos a la Capilla del Seminario Conciliar de Santa Rosa de Osos.
Entre tanto, la capilla del cementerio, testigo del crecimiento del pueblo, se fue deteriorando con el paso del tiempo. Por tal motivo el Pbro. Luis Enrique Restrepo Muñoz estableció en 1992 una junta con el propósito de restaurarla como patrimonio histórico de Yarumal, además envió un oficio del 24 de septiembre de ese año solicitando al obispo Joaquín García Ordóñez que se abriera al público para la celebración de la Eucaristía, pudiendo asignarse un día para cada parroquia (actualmente Yarumal tiene tres parroquias urbanas, La Merced la más antigua, La Inmaculada erigida en 1960 y El Carmen erigida en 1984).
El 23 de noviembre de 1998, el concejo Municipal de Yarumal, mediante acuerdo 024, declaró al templo de la Merced junto con la capilla de San Luis (aunque así se le conoce coloquialmente, su verdadero nombre es Capilla del Carmen), como bienes inmuebles de interés cultural y arquitectónico del municipio. Además, el 12 de agosto de 1999 por iniciativa de monseñor Gilberto Melguizo Yepes (párroco entre 1996 a 2001), el templo recibe el título de basílica menor. La consagración se realizó el 24 de septiembre de ese mismo año, en una solemne ceremonia presidida por el obispo de Santa Rosa de Osos, Jairo Jaramillo Monsalve.
Igualmente, monseñor Melguizo Yepes mandó reponer una de las lámparas del templo que se había caído; consiguió los vitrales, tres nuevas campanas, una nueva pila bautismal y la imagen del Beato Mariano de Jesús Euse Hoyos. Le puso al cuadro de la Virgen de la Merced el cinturón y el cetro de oro. Restauró el pavimento de mármol del templo, que se encontraba en pésimas condiciones. Adicionalmente, por iniciativa del padre Melguizo Yepes y el Concejo Municipal de la Cultura, en agosto de 2000 fueron trasladados los restos del poeta yarumaleño Epifanio Mejía del Cementerio San Pedro de Medellín (donde se encontraban) a la basílica. La lápida de la tumba del poeta, fue diseñada por el artista yarumaleño Martín Villegas Alzate.

## Contexto urbano

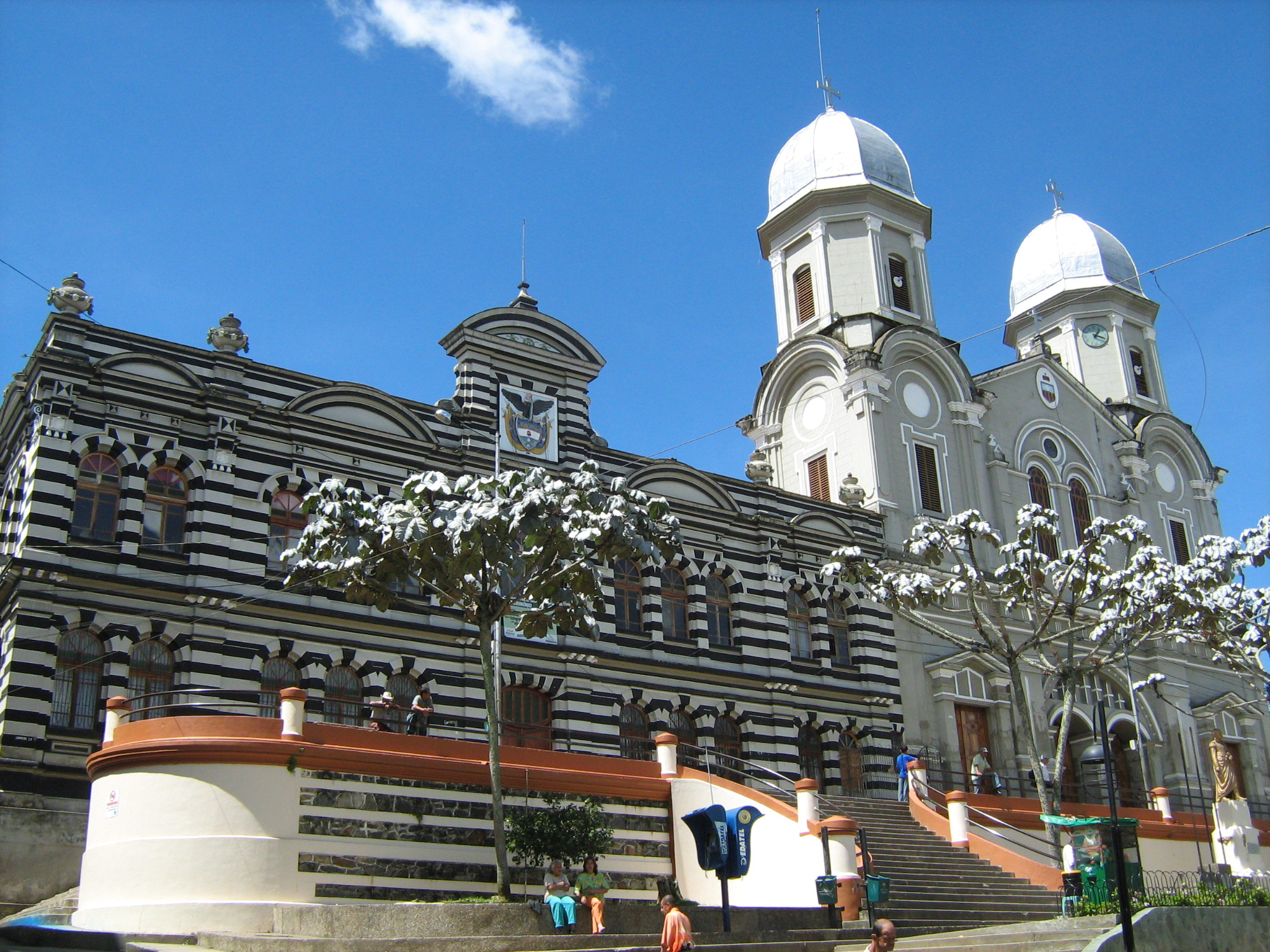
La Escuela Rosenda Torres, diseñada por el arquitecto belga Agustín Goovaerts, y la basílica menor de Nuestra Señora de la Merced.

La basílica se encuentra emplazada en el costado norte del Parque Epifanio Mejía, en plena zona fundacional del municipio, en el barrio "El Centro". Dicho parque está cargado de simbolismos históricos y culturales, epicentro de los principales actos religiosos y cívicos del municipio. Antes llamada plaza de Bolívar, en memoria del libertador Simón Bolívar, fue renombrada en honor al poeta y compositor del Himno Antioqueño, el yarumaleño Epifanio Mejía, cuyos restos yacen en el templo.
Yarumal es un municipio de unos 34 865 habitantes aproximadamente, cuenta con tres parroquias urbanas -Nuestra Señora de la Merced, La Inmaculada y El Carmen-, y 4 parroquias rurales -Cedeño, Ochalí, El Cedro y Llanos de Cuivá-. Su cabecera municipal está conformada por 20 barrios, que cuentan con edificaciones, que en la mayoría de los casos no superan los cinco pisos, por lo cual el templo aún es la estructura dominante en el paisaje urbano, un hito fácilmente identificable. Además, como el área urbana se localiza sobre un terreno inclinado, y al estar la basílica sobre la parte alta del parque, adquiere un efecto visual de mayor altura, aumentando su jerarquía.
Las calles aledañas y el sector alrededor del parque tienen un uso del suelo mixto, donde confluyen vivienda, comercio y servicios. Se destaca junto a la basílica la Escuela Rosenda Torres, edificio diseñado por el arquitecto belga Agustín Goovaerts; el palacio municipal y algunas edificaciones de valor arquitectónico.

## Características del edificio

Plano general de la Basílica.

La basílica fue construida en estilo neorrenacentista, uno de los estilos de la arquitectura historicista, desarrollada principalmente en el siglo XIX y principios del XX, y que tenía como fin recuperar la arquitectura de tiempos pasados.
El edificio es de planta rectangular y sus diferentes espacios están claramente definidos. Cuenta con tres naves longitudinales (la principal o central y las laterales), a su vez atravesadas por una especie transepto o nave transversal, la cual sobresale un poco a los lados, pero sin llegar a formar una planta cruciforme. El encuentro entre esta última con la nave central genera el crucero sobre la cual se levanta la cúpula.

### Exterior
En el exterior del templo, la volumetría del edificio se identifica claramente con la disposición y composición espacial del interior, su forma permite distinguir claramente los diferentes cuerpos que lo componen. Además, solo la fachada principal y la oriental dan directamente al espacio público, pues en la parte posterior de la iglesia se encuentra la casa cural, y por el lado occidental se halla la Escuela Rosenda Torres, pero ninguna de estas construcciones la supera en altura.
La fachada principal da directamente al costado norte del Parque Epifanio Mejía. Es totalmente simétrica, está conformada por dos torres que rematan en cúpulas, unidas por un cuerpo que enmarca la nave central. Cuenta con tres accesos, el central y dos laterales, cada uno de los cuales coincide con las naves longitudinales del templo.
En la fachada lateral se perciben los diferentes cuerpos que conforman el templo. Se distingue la torre, seguida de los cuerpos longitudinales de las naves (la nave central y la nave lateral más baja); luego está el muro del transepto, el cual tiene la misma altura de la nave central y su muro oriental sobresale un poco del muro de la nave lateral; sobre el transepto se aprecia la cúpula y después se ve la continuación de las naves. Esta fachada cuenta con un acceso que comunica directamente con la nave lateral derecha.
La cubierta del templo es en teja de barro. Sobre la nave central y el transepto el tejado es a dos aguas, mientras que en las naves laterales la cubierta es a un agua.

### Interior
A los pies del templo encontramos tres áreas, las cuales anteceden o dan principio a las naves, que son: las dos áreas que se encuentran bajo las torres y el sotacoro (esta última es la zona que se localiza bajo el coro alto); estas tres áreas no se comunican entre sí, pues están separadas por muros, o sea que no se forma la pronave como es lo habitual en los templos donde las torres de la fachada están alineadas con las naves laterales. En el sotacoro se encuentran cuatro cuadros de las estaciones del viacrucis y en las áreas bajo las torres se hallan otras 2 estaciones del viacrucis.
La nave central es considerablemente más ancha y de mayor altura, está separada de las laterales, entre el sotacoro y el crucero, por dos arcadas a cada lado, conformadas por dos series de siete pilares cada una (14 en total), los cuales están unidos por arcos de medio punto. Dichos pilares son de base cuadrada y están conformados por una base, un cuerpo que vendría a ser como el fuste, y después a modo de capitel tiene una cornisa sobre la cual se apoyan los arcos.

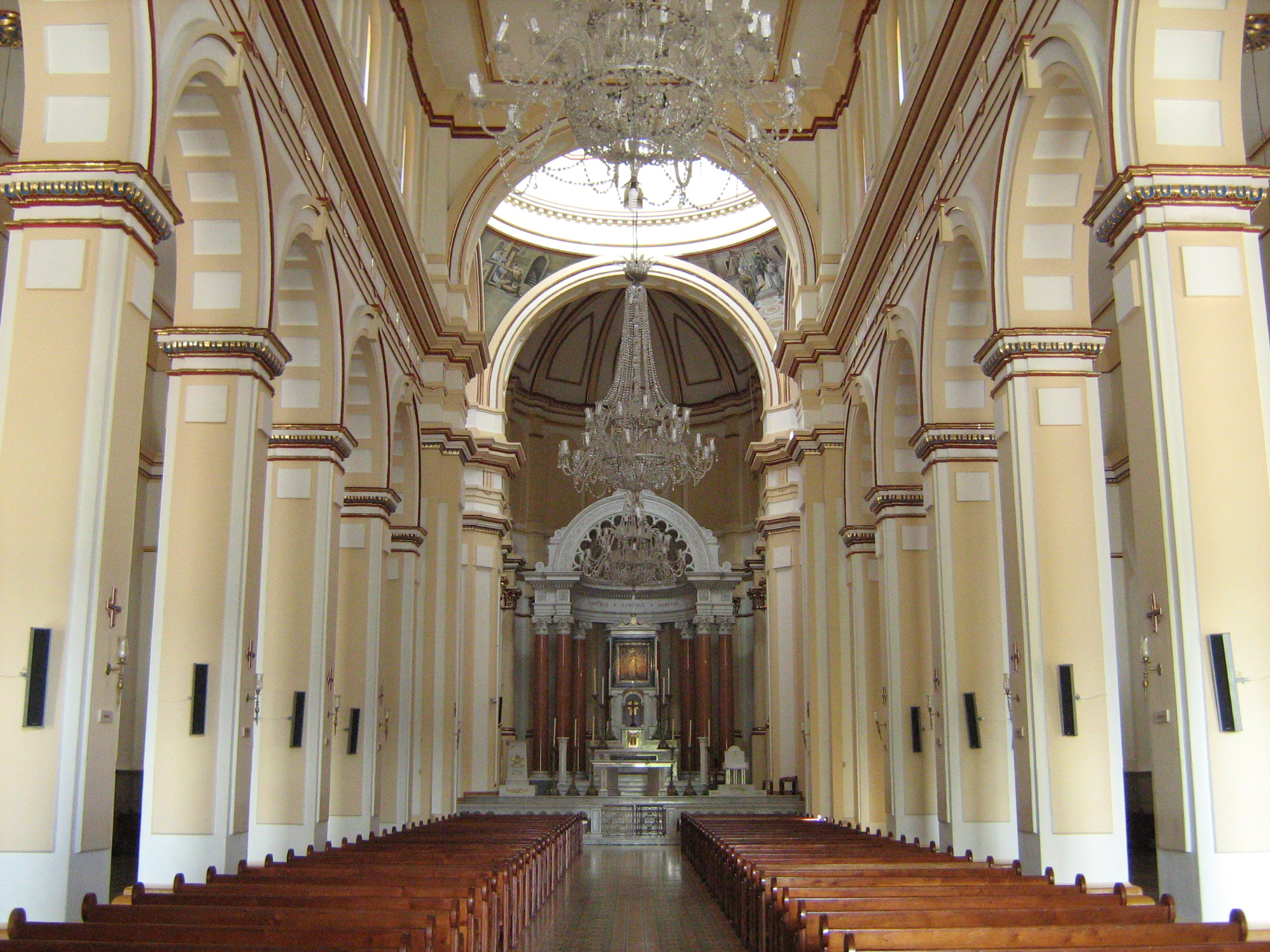
Nave central.

Sobre estos arcos, en la parte alta de la nave central se encuentra a lado y lado un amplio entablamento que cumple una función meramente decorativa, y sobre este, están a cada lado dos series de seis ventanas que permiten la iluminación del recinto, las cuales se hallan alineadas con el eje de los arcos. La nave central tiene como techo un cielo raso plano, que oculta la estructura de la cubierta, y del cual cuelgan tres enormes y llamativas lámparas de cristal.
La zona del crucero tiene planta cuadrada y cada lado tiene el mismo ancho que la nave central, enmarcada en cada esquina por cuatro grandes pilares que sostienen mediante arcos torales la cúpula sobreelevada por un tambor con 8 ventanas.

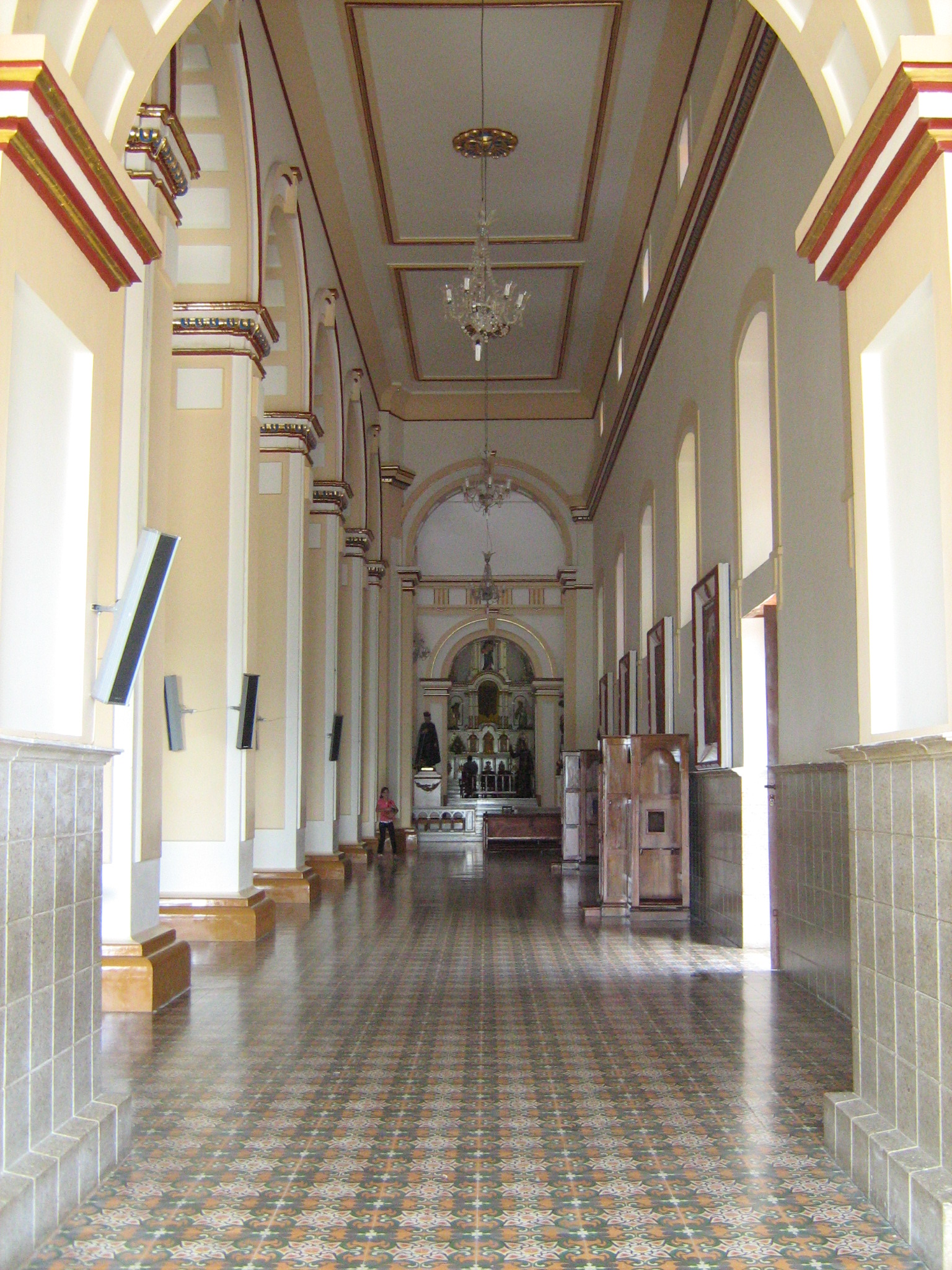
Nave lateral derecha.

Las naves laterales son casi de la misma longitud que la nave central, en su muro exterior tienen longitudinalmente dos series de 6 ventanas cada una, separadas por una cornisa decorativa, la serie inferior es de mayor tamaño y cuenta con artísticos vitrales. En cada muro lateral se hallan 4 cuadros del viacrucis y dos confesionarios de madera.
En la parte sur del muro lateral derecho se encuentra una puerta de acceso a la iglesia. En el muro lateral izquierdo, también al sur, se encuentra adosada la capilla del Señor Caído, y esta a su vez comunica, al norte, con el corredor de osarios y al sur con las escaleras de las torres y del coro alto. Las naves laterales también tienen un cielo raso plano continuo, que oculta la estructura de la cubierta, y del que cuelgan en cada lado dos lámparas de cristal.

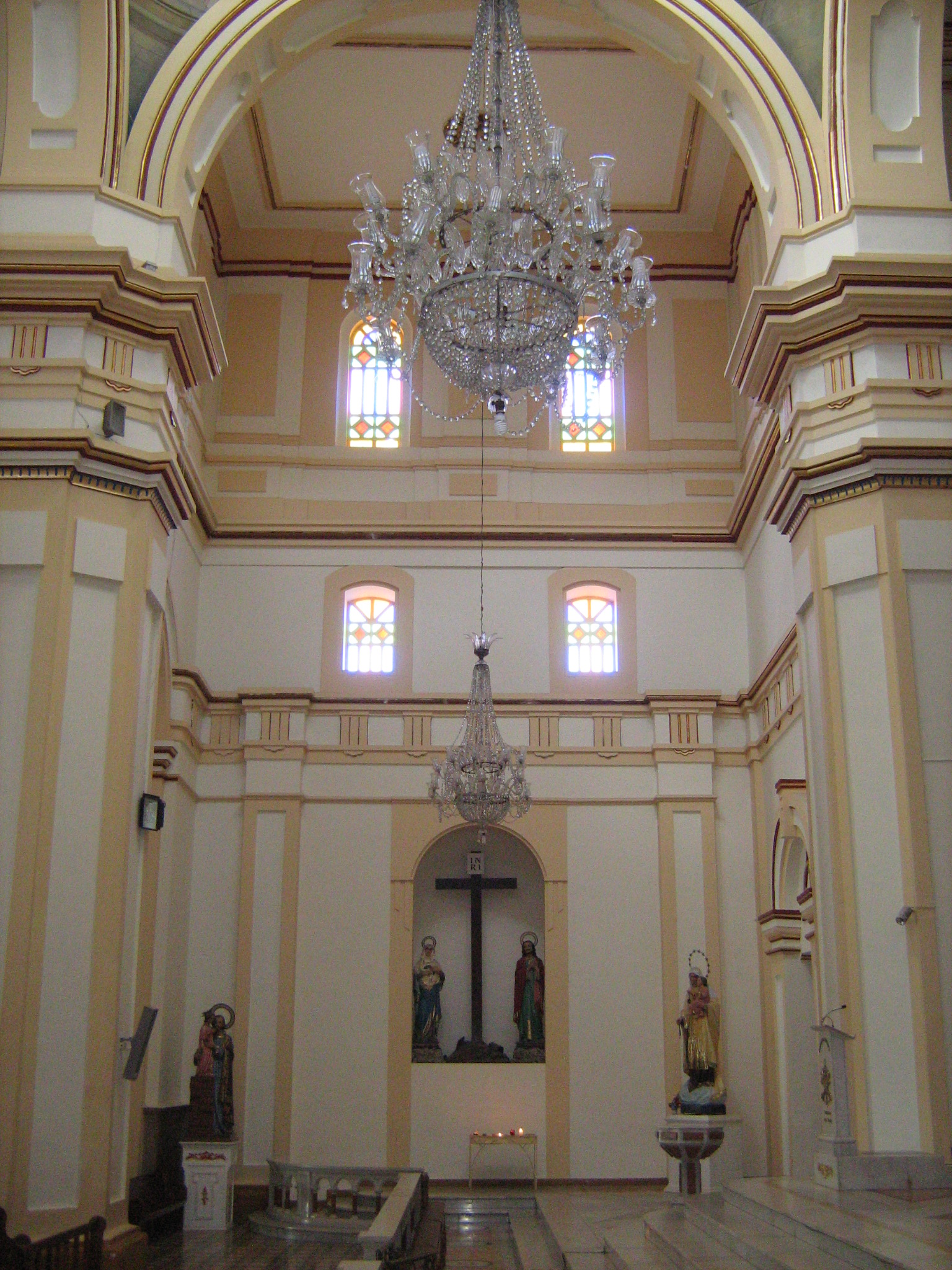
Vista del sector occidental del transepto.

Lo que se ha llamado transepto o nave transversal, como ya se había mencionado, sobresale un poco a los lados, sin llegar a formar una planta de cruz latina. Se abre en sentido oriente-occidente, tiene el mismo ancho y altura de la nave central. El transepto antecede al área principal del templo, que se encuentra remarcada por un comulgatorio de mármol (barandilla) y elevada tres escalones. Además la zona del crucero junto al presbiterio se eleva otros cuatro escalones, resaltando en el templo la zona del altar.
En los muros occidental y oriental del transepto, se localizan, en cada uno, nichos que contienen imágenes y varias ventanas que iluminan el interior. En el sector occidental del transepto se encuentra la pila bautismal, y al frente de ésta, en el muro norte, se halla lo que al parecer era un acceso que fue convertido en una especie de “gran nicho” que alberga un cuadro en alto relieve del bautismo de Jesús, y sobre ésta se encuentra un crismón, un monograma del nombre de Cristo.
Finalmente, están las áreas principales del templo: el presbiterio y la capilla del altar de reserva. Dicha capilla en el final de la nave lateral derecha es un recinto rectangular, elevado cuatro escalones, se encuentra el altar de reserva, el cual sirvió durante mucho tiempo como principal. El presbiterio se encuentra elevado del resto del templo por siete escalones; comprende el área principal de la nave central y dispone de ábside abovedado que cubre esa área. En el presbiterio se encuentra el altar en forma de medio baldaquino, la mesa del sacrificio, la sede del párroco, y el ambón, todos en mármol.

### Materiales y estructura
Gran parte de la basílica está edificada en ladrillo macizo, y solo algunas secciones de los muros laterales son en tapias, igualmente, ambos materiales se encuentran revocados tanto en el exterior como en el interior, además el revoque del exterior se caracteriza por simular bloques de diferentes dimensiones.
Los ladrillos fueron pegados con argamasa, un tipo de mortero formado de cal (que actúa como conglomerante), arena y agua, que al secarse adquiere una constitución dura, pero de menor resistencia e impermeabilidad que el cemento; este material se usó en el templo pues al comienzo de la construcción no se empleaban los morteros a base de cemento. Aunque, después del sismo de 1938 las torres fueron reconstruidas, y esta vez se utilizó cemento para pegar los ladrillos, pues para esa época ya era un material utilizado en la construcción en Colombia.
Estructuralmente las fachadas trabajan como muros de carga que transmiten todo el peso a los cimientos y estos a su vez al suelo. Los muros cuentan en promedio de 80 cm de espesor y los pilares de las naves que son de base cuadrada tienen 100 cm por cada lado. La cimentación se realizó en piedra trabada con ladrillo.

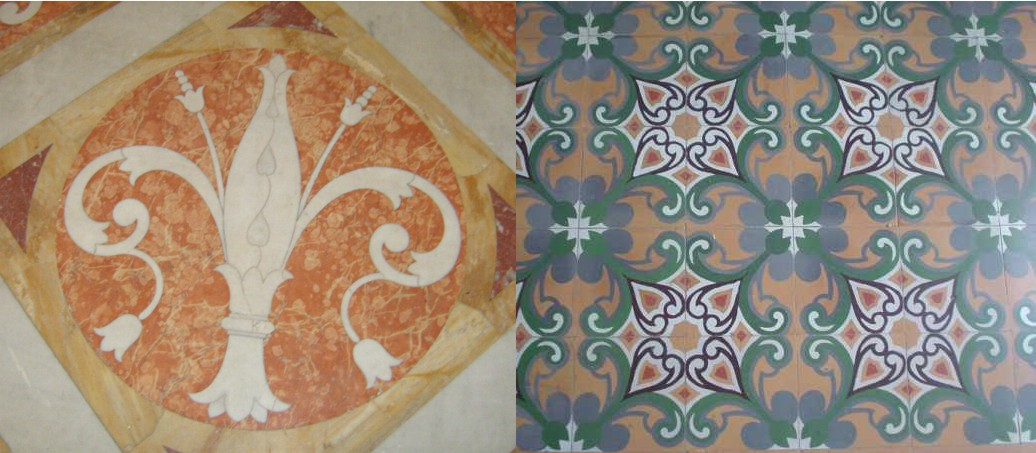
En la izquierda parte del pavimento del testero en mármol, y la derecha parte del pavimento de las naves en baldosa de cemento pigmentado.

La cubierta del templo está conformada por una estructura de madera y teja de barro cocido. La cúpula principal cuenta con un tambor de ladrillo, y el resto es una estructura de madera revestida con láminas de cobre. Las cúpulas de las torres también están conformadas por una estructura de madera revestida con láminas de cobre. Pero es de resaltar que dichas láminas tienen en el exterior una apariencia plateada.
El pavimento del presbiterio y del altar de reserva, o sea el testero del templo, es en mármol de diferentes colores. Su diseño es similar al de la Iglesia de Bello con incrustaciones de mármol combinados con dibujos de flores de lis, excepto las gradas que en el templo de Yarumal son de mármol blanco.
En cambio, el pavimento de las naves está compuesto por baldosas de cemento pigmentado, conocidas como baldosa hidráulica artesanal o mosaico hidráulico, que en conjunto conforman un mosaico en tonos amarillos, verdes, blancos, grises y rojos, con motivos fitomorfos y geométricos repetitivos. Las baldosas fueron realizadas por "Mosaicos Triunfo". Este tipo de baldosa fue muy popular entre principios y mediados del siglo XX, gracias a su variedad de motivos, diseños y colores, y a su bajo costo respecto a otros tipos de baldosas, recibiendo gran aceptación.
En el periodo que fue párroco monseñor Gilberto Melguizo Yepes, el pavimento de mármol fue restaurado pues presentaba asentamientos y hundimientos. Para estabilizarlo se inyectó lechada de cemento en las partes afectadas. Luego el pavimento fue pulido y abrillantado, devolviéndole todo su esplendor.

## Elementos
La basílica cuenta con varios elementos que sobresalen por su diseño, función, material o por su valor histórico; entre los principales se encuentran:

### Cuadro de la Virgen de la Merced
La devoción a esta advocación mariana en Yarumal, data desde el mismo momento en que fue fundado, pues en el acta de aprobación de la fundación de San Luis de Góngora, expedido en Medellín el 21 de diciembre de 1787, por el Visitador de la Provincia de Antioquia, Juan Antonio Mon y Velarde, en una parte el documento dice: "Y teniendo presente el afecto y devoción de los nuevos colonos a la imagen de Nuestra Señora de la Merced de otro sitio, juntará a todos los vecinos y hará la proclamen y juren por patrona y protectora del lugar, para remedio y consuelo de sus habitantes..."
Dicho texto da a entender que los habitantes de San Luis de Góngora (hoy Yarumal) ya tenían cierto fervor por la Virgen de la Merced, y que la conocían quizá por sus sitios de origen.
Al ser declarada patrona se vio la necesidad desde el mismo momento de la fundación de conseguir una imagen destinada al templo primitivo. Por consiguiente, Nicolás Valencia, comerciante oriundo de Rionegro, colono de gran capacidad económica y además, secretario del alcalde pedáneo y juez poblador Francisco Leonín de Estrada, encargó una pintura, al parecer a un pintor quiteño. Dicha imagen se terminó de pintar en 1789 y fue donada a la parroquia.
En 1790, el cuadro de la Virgen de la Merced fue entronizado solemnemente por el Pbro. de Santa Rosa de Osos, Nicolás Francisco Agudelos, cuando este atendía la capilla del naciente poblado San Luis de Góngora. Posteriormente, en el 27 de enero de 1792 el obispo de Popayán, Ángel Velarde y Bustamante, en visita pastoral a Yarumal ratificó como patrona a la Virgen de la Merced.

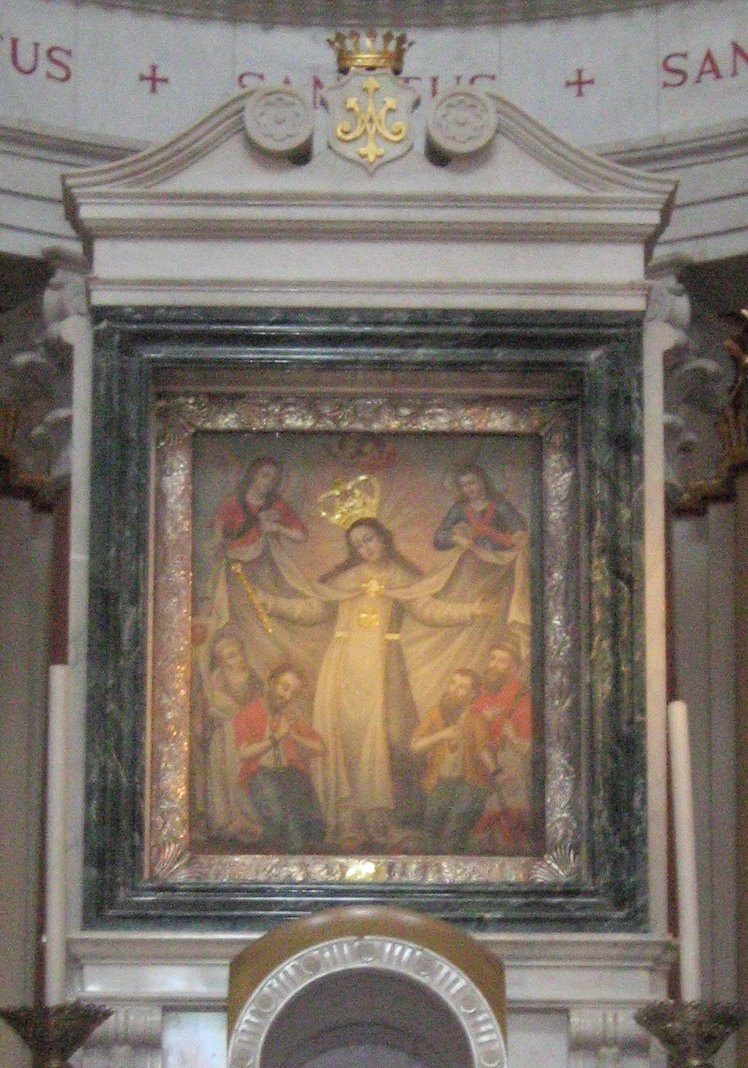
Cuadro de la Virgen de la Merced pintado en tiempos de la fundación de Yarumal en 1789, asociado a la Escuela Quiteña. En esta imagen considerada milagrosa, la Virgen de los cautivos ampara bajo su manto que sostienen dos ángeles a dos piadosos cautivos encadenados que oran e interceden ante ella. Detrás de ellos, a un nivel superior, dos religiosos. La corona de oro se incorporó en 1942.

En 1915, cuando el padre Leónidas Lopera inauguró el altar de madera, hizo retirar su antiguo marco, sin separar el lienzo de su bastidor, para poner la imagen en el nicho superior del altar. En esas condiciones permaneció, hasta que en 1930 el padre Julio Ortega sufragó los gastos para ponerle un nuevo marco y por primera vez una protección de vidrio.
El levita Gerardo Martínez Madrigal fue quien antes del Segundo Congreso Mariano, realizado en 1942, dispuso que el lienzo de la Merced tuviera un marco de plata martillada fabricado en Santa Fe de Antioquia y que además luciera escudo, broche de filigrana y corona de oro elaborados también en Santa Fe de Antioquia por Carlos Herrera, a un costo de 950 pesos solo la mano de obra, pues los materiales requeridos fueron donados por feligreses que entregaron sus alhajas para ese fin.
Todo el trabajo se valoró en 2.000 pesos. Las tres partes de oro pesan en total 108 gramos. La corona cuenta con 24 piedras preciosas y tres perlas. Además hubo gran interés en ponerle a la Virgen calzado y cinturón de oro. Para lo cual se entregó al orfebre el material aurífero necesario, pero nunca más se volvió a saber de él.
El Pbro. Martínez fue consagrado como obispo de Garzón (Huila), y su sucesor, el padre Francisco Gallego Pérez, el 28 de agosto de 1942 (víspera del Congreso), con la necesidad de fotografiar el cuadro y pasarlo al nuevo marco de plata ordenó desenmarcarlo totalmente de manera que por primera vez se retiró su bastidor original. Fue grande la sorpresa al descubrirse que al reverso de la antigua imagen estaba la siguiente leyenda: "Verdadero retrato de la milagrosa imagen de Nuestra Señora de las Mercedes, redentora de cautivos. A devoción de don Nicolás Valencia. Año 1789, un ave María por el pintor". Confirmando así que fue Valencia quien encargó la imagen.
En el Segundo Congreso Mariano en Yarumal, el 23 de septiembre de 1942, en el atrio de la capilla de San Francisco, el obispo de Santa Rosa de Osos, Miguel Ángel Builes, bendijo las joyas (corona, escudo y broche de oro) que luego se fijaron al lienzo. El cuadro de la Virgen de las Mercedes, fue llevado solemnemente al templo parroquial y allí fue colocado en el nicho de honor, en el altar de madera de 1915. Para proteger las joyas, se instaló un vidrio de tres milímetros que costó 70 pesos.
La plata con la que se realizó el marco fue donada por las señoras de Yarumal. Tiene un peso de 11.5 kilos. En la parte superior tiene el escudo de la Merced y en la inferior una cartela de oro que dice: "La parroquia de Yarumal a su excelsa patrona en el segundo Congreso Mariano".
En 1987 durante el bicentenario de la fundación de Yarumal, fue coronada canónicamente por la diócesis de Santa Rosa de Osos y además recibió el título de "Alcaldesa Perpetua de Yarumal", En 1998, por iniciativa de monseñor Gilberto Melguizo Yepes, párroco del templo en ese momento, se le colocó el cinturón y el cetro de oro.
Existen otras versiones o leyendas sobre el origen del cuadro que son falsas, pues tienen inconsistencias y carecen de fuentes históricas. Una de las versiones más difundidas, relata que un viajero procedente de Medellín llegó a Yarumal ofreciendo en venta el lienzo de la Virgen de la Merced, al no poderlo vender, lo dejó guardado en la posada del "Contento" (donde hoy está el Seminario de Misiones de Yarumal) y nunca más regresó por él, por lo que la parroquia lo tomó bajo su protección. Esta leyenda es contraria a los hechos históricos, prueba de ello son los documentos de las primeras visitas eclesiásticas, en donde el antiguo cuadro es mencionado, ocupando una posición estacada en el primitivo templo de San Luis de Góngora, además dicha versión es inconsistente con la inscripción del reverso del cuadro.

### Altar
El primer altar que se construyó para el templo de la Merced fue el que donó la congregación de Hijas de María, destinado a la veneración de la Inmaculada Concepción. La Junta del templo autorizó a esta cofradía en 1898 para que ordenara su construcción, cuya instalación fue el 20 de mayo de 1901.
En 1915, el Pbro. Leónidas Lopera encargó un altar a los ebanistas Carvajales, el cual sirvió por mucho tiempo como principal. El camarín de la patrona era tan pequeño que fue necesario fijar el cuadro por fuera del nicho para que se pudiera observar todo el conjunto. Tiempo después, se decide la consecución de un nuevo altar pero en mármol con motivo del año mariano de 1954.

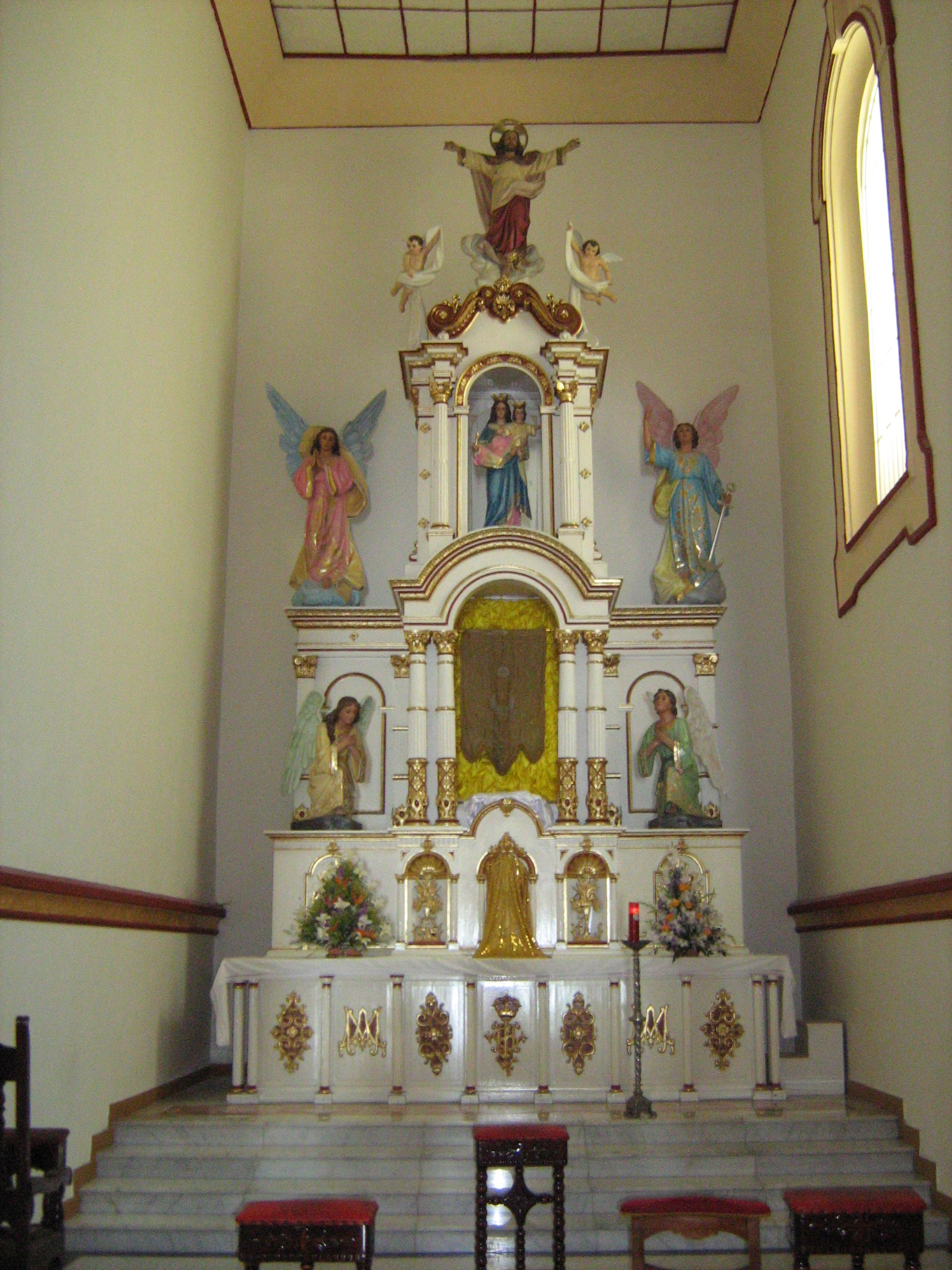
Altar lateral derecho, también llamado altar de reserva, fue realizado por los ebanistas Carvajales en 1915 utilizándose durante mucho tiempo como principal.

Para establecer qué empresa realizaría la obra, se solicitaron ofertas a la «Marmolería Artística» de Ermenegildo Bibolotti, con sede en Medellín; a «Tommasi Tommaso & Cía.» de Pietrasanta, Italia; a la «Marmolería Colombo-Italiana» de Giusseppe Bresciani Meccheri, con sede en Bogotá; y a Franco Lucarini de la «Marmolería Italiana» de U. Luisi Eredi, con sede en Medellín, siendo esta última casa la elegida.
El 19 de febrero de 1954, ya conocidos y analizados los planos del proyecto, se firmó el contrato. Más tarde, el 10 de junio, el presbítero Benedicto Soto Mejía, en calidad de mayordomo de fábrica, amplió el contrato con la misma casa para que construyera el pavimento del presbiterio, el pavimento y los escalones de la capilla lateral, por la cantidad de 25 300 pesos.
La idea era que tanto el altar, como el pavimento se inauguraran entre el 15 y 20 de septiembre de 1954, con ocasión del Congreso Mariano en Yarumal, evento en el cual estaban invitados varios prelados, el clero y fieles de los municipios de la región.
Luego el representante de la casa, Franco Lucarini le comunicó al padre Jiménez que había problemas para cumplir con la fabricación del altar y el comulgatorio, pues Italia estaba paralizada por una serie de huelgas, por lo cual, el levita le informó del gran perjuicio para la parroquia si no se cumplía e imploró que se agotaran todos los medios para no retrasar la inauguración.
Lamentablemente no se pudo cumplir con la fecha establecida, pues el 19 de septiembre de 1954 partió de Italia el vapor Etna, con una parte de la obra. El viaje duraba aproximadamente 25 días por vía marítima y se demoraba 10 días para los trámites de nacionalización y para el traslado hasta Yarumal. Desde entonces se siguió despachando por mar el resto de la obra, siendo la última parte enviada el 15 de diciembre.
Para trasladar todo el material desde Cartagena a Yarumal se necesitaron 18 viajes que transportaron un total de 184 cajas, con un peso bruto de 100 820 kilos, de los cuales el 83.41% correspondía al peso neto del mármol. El precio del transporte desde la costa hasta Yarumal por la vía de Caucasia fue de $9.997,01 pesos.

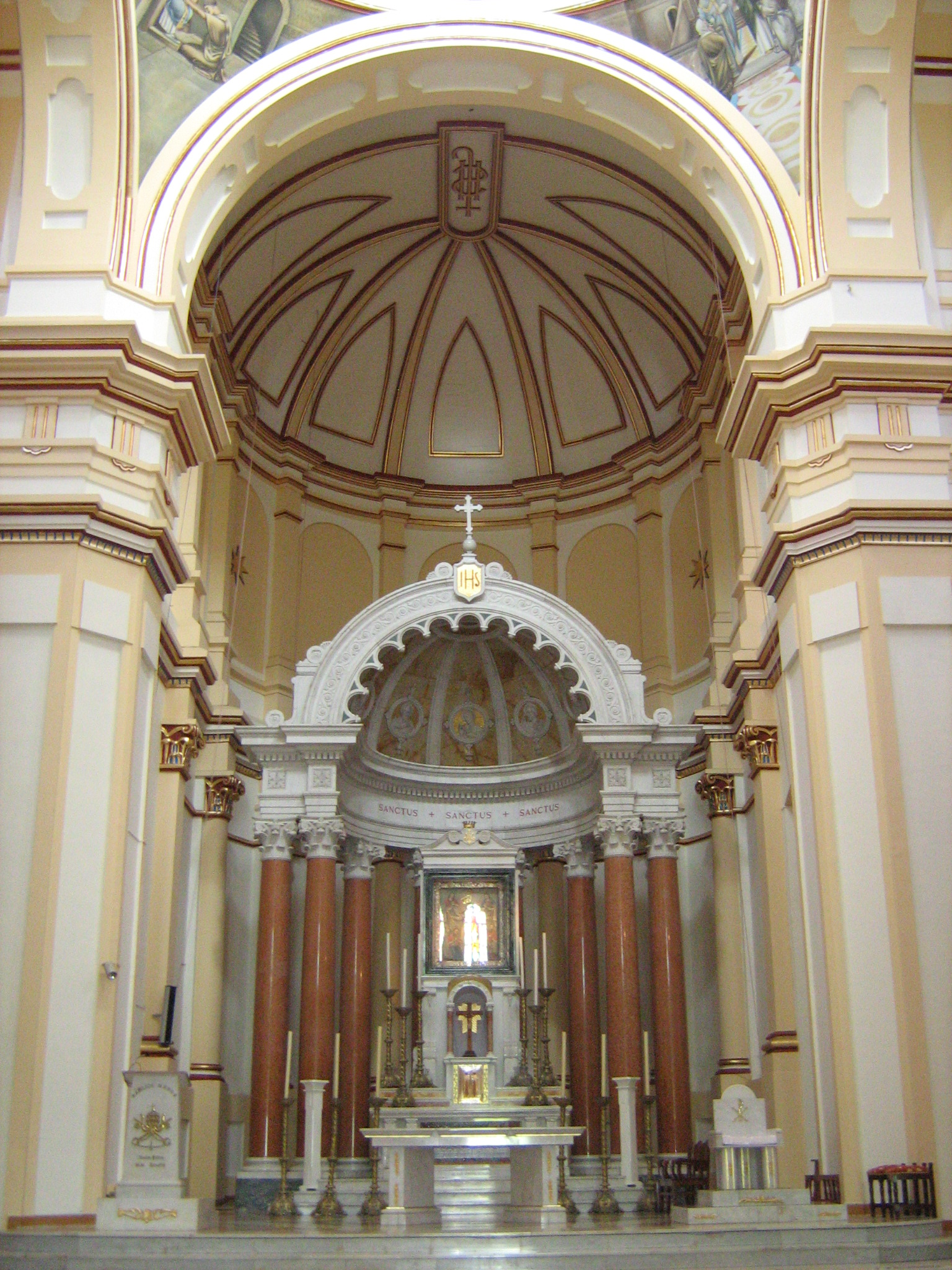
Ábside abovedado el cual alberga el altar de mármol.

El 1 de febrero de 1955 se iniciaron los trabajos de ensambladura y montaje de la obra, para lo cual, se contrató a Manuel Rave Ángel y su hijo Gilberto a un precio de 16 000 pesos. Se consideró a estas personas idóneas para dicha labor, pues fueron los que habían realizado el montaje del altar de mármol de Santa Rosa de Osos en 1936.
Cuando comenzaron los trabajos del altar (1 de febrero de 1955) se retiraron de la piedra de ara del altar consagrado en 1944, las reliquias de los santos Teódulo, Marcial, Modestina y Amanda, para depositarlas en el ara del altar de mármol el día de la nueva consagración. Entre tanto se guardaron en un cofre metálico, protegidas con el sello episcopal de monseñor Miguel Ángel Builes, quien las dio en custodia al cura párroco.
El 7 de febrero de 1955 se comenzó la construcción de los cimientos que soportarían el altar, realizado en hormigón y con un metro de espesor. El levantamiento de las 8 columnas del templete, cada una con un peso de tres toneladas, se emprendió el sábado 19 de febrero y finalizó el 26 del mismo mes.
El 2 de marzo se instalaron los capiteles de las ocho columnas, el 17 el entablamento que une los capiteles, los cinco medallones que simbolizan a los cuatro evangelistas y al titular San Luis Gonzaga. El 31 de marzo se colocó la cruz que corona el altar de mármol y por primera vez, el Jueves Santo 7 de abril, se realizó el "monumento" debajo del dosel.
Para el 19 de abril quedó totalmente finalizado el comulgatorio; el 21 estaba listo el altar del Santísimo, con el cuadro en mosaico veneciano de la cena de Leonardo Da Vinci, el 28 se terminó el expositorio, el 30 se instaló en el camarín el cuadro de la Virgen de las Mercedes. Durante el montaje de la obra, no se produjeron accidentes.
Finalmente, el altar de mármol fue consagrado el 8 de junio de 1955. A las 7 de la mañana, el obispo Builes acompañado por el clero, el Seminario de Misiones y el párroco Efraím Jiménez, celebró la misa de consagración. Durante la ceremonia que duró dos horas, las reliquias de los santos Teódulo, Marcial, Modestina y Amanda fueron guardadas en el ara.

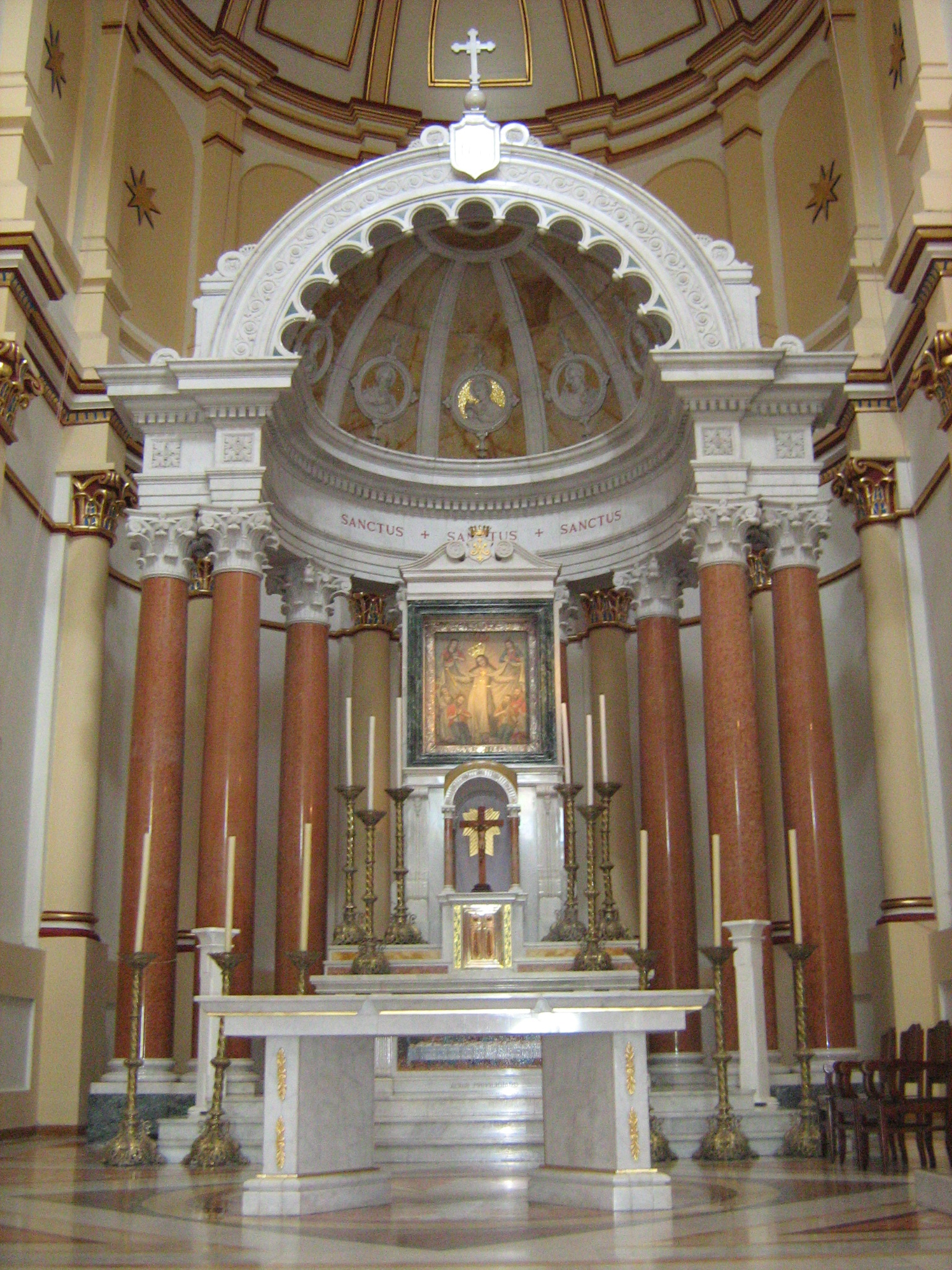
El templete del altar fue consagrado el 8 de junio de 1955. Fabricado en Italia en mármol, tiene 12 metros de alto, 7 de ancho y pesa 70 Tn.

El 10 de abril de 1955, se firmó un contrato por valor de 1.600 pesos con Antonio Burgos Rendón, de Medellín, para que construyera un sistema de iluminación indirecta. Para generar un mayor esplendor al altar se adquirió también un tapete rojo.
Más tarde, el 24 de agosto del mismo año se retiró el altar de madera que estaba en la capilla de reserva, para ubicar en su lugar el altar elaborado en 1915, el traslado se realizó entre el 26 de agosto y el 3 de septiembre, labor realizada por Eugenio Salazar, pero no se trasladó la mesa por hallarse deteriorada.
Después de las reformas litúrgicas del Concilio Vaticano II, la Iglesia católica dejó la tradición de celebrar la misa de espaldas al público, por lo cual, al párroco Roberto Arroyave Vélez le tocó conseguir el actual "Altar del Sacrificio" también en mármol, consagrado por el obispo Joaquín García Ordóñez, el 18 de septiembre de 1970.
Características del altar de mármol: El cuerpo del altar tiene 12 metros de altura, 7 metros de ancho en la base, 70 000 kilos de peso y costó 23 000 dólares. Lleva 8 columnas monolíticas puestas en dos filas semicirculares, tiene cada una seis metros de altura por 55 centímetros de diámetro, cuentan con base, fuste liso, y capiteles de estilo corintio, conforme con la arquitectura general del templo.
Sobre los capiteles está el entablamento (conformado a su vez por arquitrabe, friso y cornisa) puesto en forma semicircular, y sobre este, se apoya una semicúpula decorada con ornatos de alto relieve. Lleva en el centro un escudo con las iniciales "I.H.S" (es un monograma del nombre de Jesucristo) y termina en lo alto en una cruz. En el fondo de la semicúpula cinco medallones representan al titular de la parroquia, San Luis Gonzaga, y a los cuatro evangelistas en un fondo de mosaico veneciano.
En sí las columnas y la semicúpula conforman una especie de baldaquino o templete, que a su vez da cobijo a la mesa del altar; el sagrario, que es una caja fuerte con puerta de bronce decorada; un camarín de mármol verde para Nuestra Señora de las Mercedes coronada por el monograma y una corona de duquesa; y el trono del santísimo también decorado y encerrado entre molduras. En la parte inferior del altar va una reproducción de la última cena de Leonardo en mosaico veneciano. Según la casa constructora era el altar más grande y artístico de los que hasta ese momento habían realizado para los templos de Colombia.

### Órgano

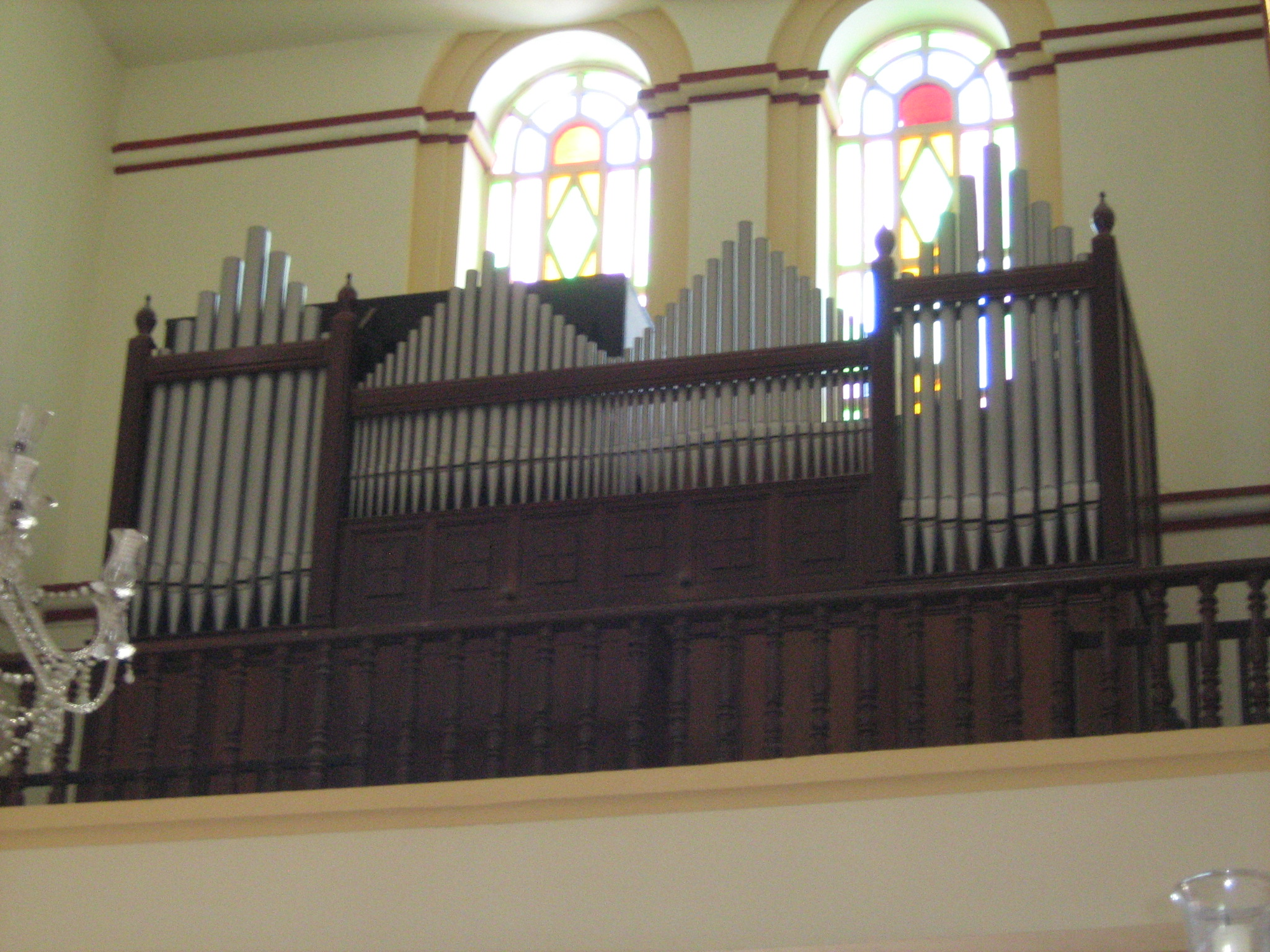
Órgano E.F. Walcker de la basílica ubicado en el coro alto. Con 1.020 tubos es una orquesta que imita trompetas, bombardas, oboes, clarinetes, flautas y voces humanas.

El órgano de la Basílica fue fabricado en Alemania por la casa organera E. F. Walcker & Cie., en la ciudad de Ludwigsburg, en 1962 con el Opus 4431. Fue inaugurado el 19 de marzo de 1963 y fue armado por el organero alemán residente en el país Oskar Binder. El instrumento costó en esa época la suma de 102 000 pesos.
Técnicamente, el órgano se compone de 16 juegos o registros (sonidos) repartidos en dos teclados manuales cada uno con 61 notas y un teclado que se toca con los pies (pedalero) que sirve para los bajos graves. Todos los teclados están dispuestos en una consola, la cual está separada y puesta delante del órgano con vista al altar mayor. Estos teclados hacen sonar un total de 1.020 flautas de muy variada longitud y calibre. En sí, el órgano es una orquesta con instrumentos como trompetas, bombardas, oboes, clarinetes, flautas y voces humanas. La madera es de caoba, barnizada e inmunizada. El órgano funciona con un ventilador eléctrico y una dínamo de 14 voltios de corriente continua acoplada con su motor. Entre los 32 órganos que existen en Antioquia, el de la basílica es el octavo en tamaño y sonoridad.

### Viacrucis

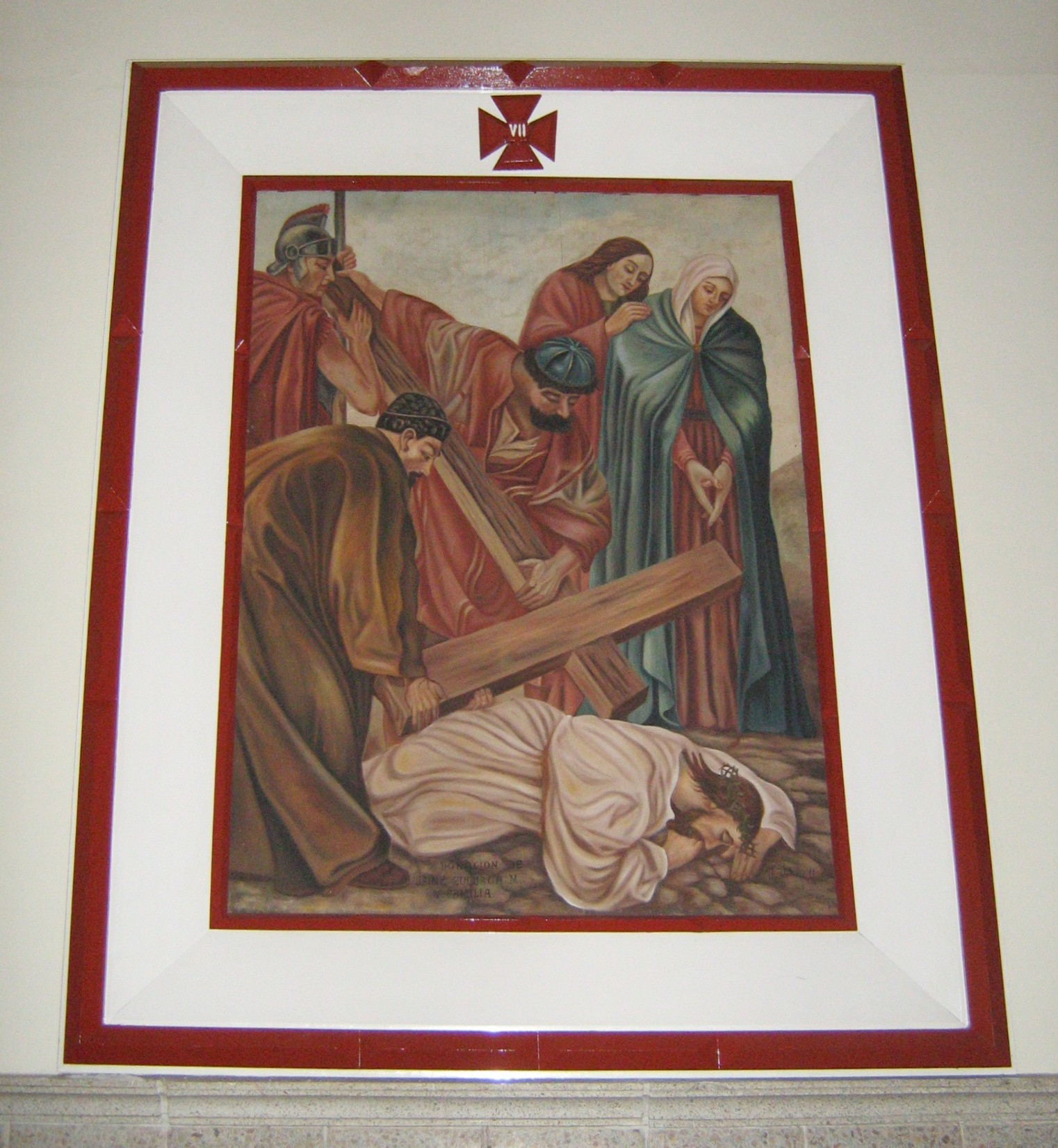
Estación VII del Viacrucis. Los 14 cuadros al óleo del Viacrucis fueron pintados en 1945-46 por Mariela Ochoa copiando unas ilustraciones alemanas.

Una de las primeras representaciones de la pasión y muerte de Jesucristo en el Templo de Nuestra Señora de la Merced fueron los cuadros al óleo de 50 x 60 cm. que obtuvo Bárbara Palacio de Mejía, esposa de Tomás Mejía, tío materno del padre Benedicto Soto, que donaron a la parroquia y, a su vez, el padre Francisco Gallego Pérez las donó a la capilla del Pontificio Seminario de Misiones donde aún permanecen. Este viacrucis fue erigido canónicamente por J. Buenaventura Marín el 7 de octubre de 1903, y teniendo como testigos el cura y vicario Emigdio Palacio.
Las imágenes que se exhiben actualmente de las Estaciones del Viacrucis en la iglesia parroquial fueron realizadas en los años 1945 y 1946 cuando el párroco Francisco Gallego Pérez contrató a la artista Mariela Ochoa U. de la ciudad de Medellín, 14 cuadros al óleo. Las imágenes fueron copiadas de una colección de ilustraciones que trajo de Alemania el padre Gallego.
Cada uno de los cuadros costó cien pesos, suma que pagaron las siguientes personas tal como se recuerda en cada uno de ellos: Carmen E. Roldán; Teresita Jaramillo Medina y Julia Vda. de Hernández; Rosa Palacio Vda. de Restrepo; Vicente Villegas y Merceditas Rivera de Villegas; Anita Torres de Orozco; Jesús Antonio Hoyos y Julia Salazar Lopera; Jaime Zuluaga M; Pbro. Benedicto Soto Mejía y hermanos; Natalio Sánchez; Luisa Ramírez Vda. de Ceballos; Jesús Vásquez y Emilio Orrego; Félix Antonio Roldán B.; Juan B., Andrés Hoyos y hermanas, y Josefina Díaz Vda. de Soto.

### Vitrales
El templo contaba desde sus inicios con sencillas vidrieras en los ventanales. Monseñor Melguizo Yepes decidió la consecución de artísticos vitrales para adornar el edificio. Fueron encargados a un artista en la ciudad de Cali (Valle del Cauca), y elaborados con vidrio catedral. 
Son 11 en total con distintas figuras y dibujos, cubren la serie de ventanas inferiores de los muros externos, entre el transepto y las torres. El resto de las ventanas siguen teniendo las sencillas vidrieras.

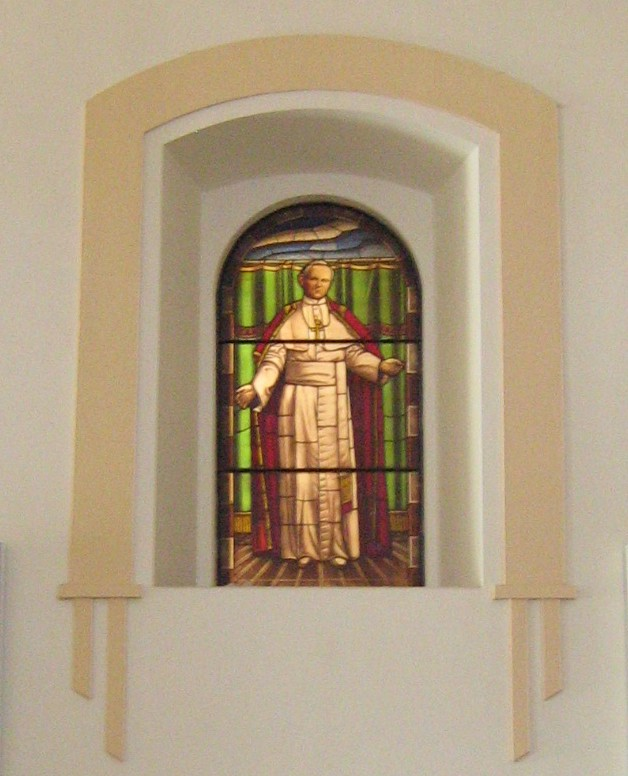
Vitral con la imagen del Papa Juan Pablo II. La basílica cuenta con once vitrales realizados por un artista de Cali a finales del.

En el muro occidental que da con la escuela Rosenda Torres hay cinco vitrales, nombrados de norte a sur:
1. Jesús con los apóstoles.
2. San Francisco Javier, patrono de las Misiones.
3. Juan Pablo II, quien beatificó al Padre Marianito y elevó el templo a categoría de basílica menor.
4. Padre Marianito, actual beato de la iglesia católica, nacido en Yarumal, en donde también fue coadjutor.
5. San José.

En el muro de la nave oriental que da con la calle hay seis, nombrados de norte a sur:
1. Divino niño y sagrada familia.
2. Buen Pastor.
3. Nacimiento de Jesucristo.
4. Santísima Trinidad.
5. Fragmento del Decreto del Gobernador de Antioquia que declara a la Virgen de la Merced como Alcaldesa perpetua de Yarumal.
6. Réplica del cuadro quiteño de la Virgen de la Merced.

### Lámparas de cristal

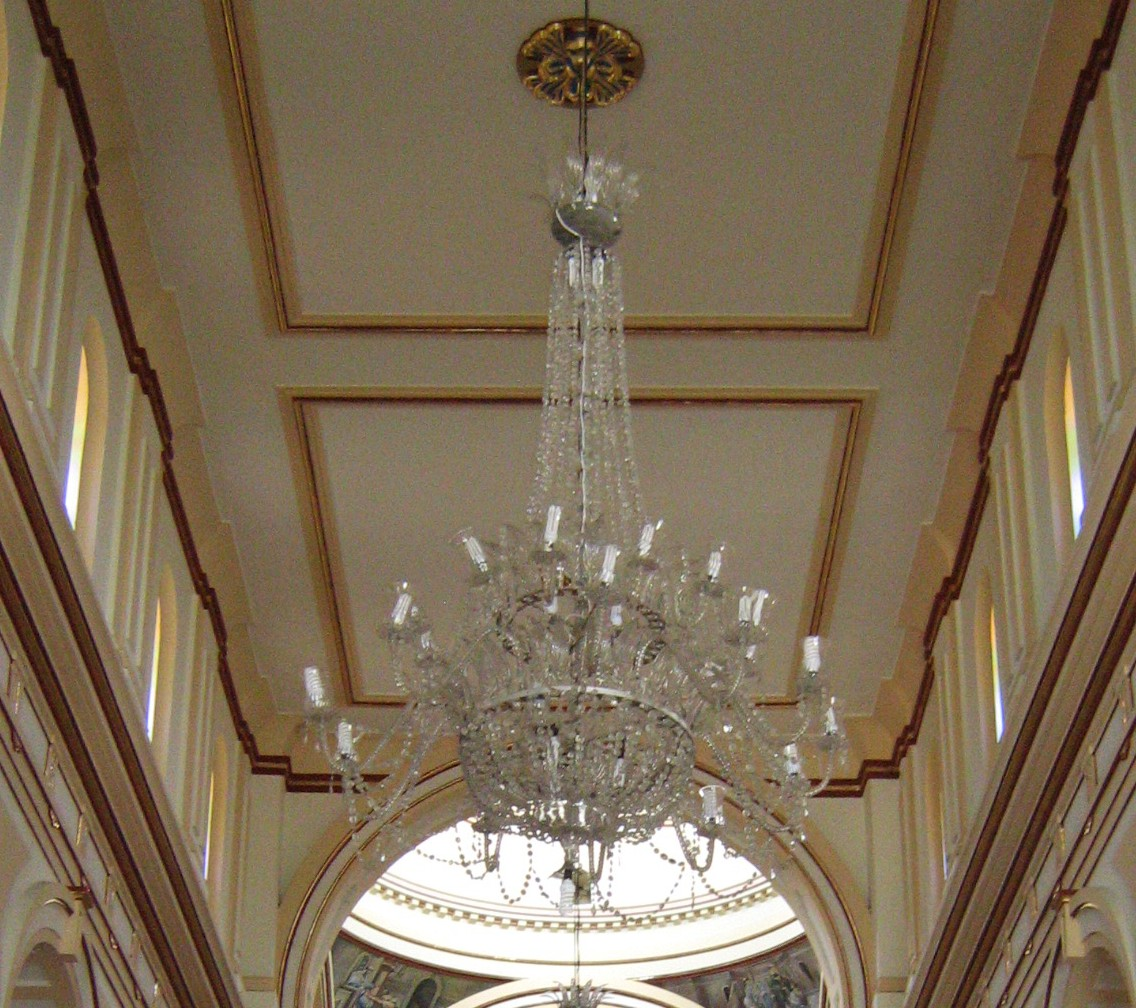
Para la nave central fueron adquiridas 4 lámparas de araña de cristal en 1959-60. Tienen 3,20 m de alto por 2,30 m de ancho.

Las actuales luminarias del templo fueron adquiridas entre los años 1959 y 1960 por el Pbro. Efraím Jiménez. Un agente representante de una casa vendedora con sede en Medellín fue quien, inicialmente las ofreció en demostración.
Sin compromiso alguno se recibieron y se instalaron provisionalmente dos lámparas de araña de cristal. La primera de ellas que se colocó definitivamente lo fue el 23 de octubre de 1959. Sus dimensiones: 3,20 m de alto y 2,30 m de ancho.
La idea era que al finalizar el año estuvieran colocadas dos más en la nave central y que para la Pascua de 1960 estuvieran puestas otras más pequeñas en el presbiterio, el altar de reserva, las naves laterales y en los arcos torales que soportan la cúpula de la basílica, para un total de 13 lámparas de cristal de la casa Baccarat, las cuales costaron 60 000 pesos. El 11 de febrero de 1960 se colocó la última lámpara.

### Reloj

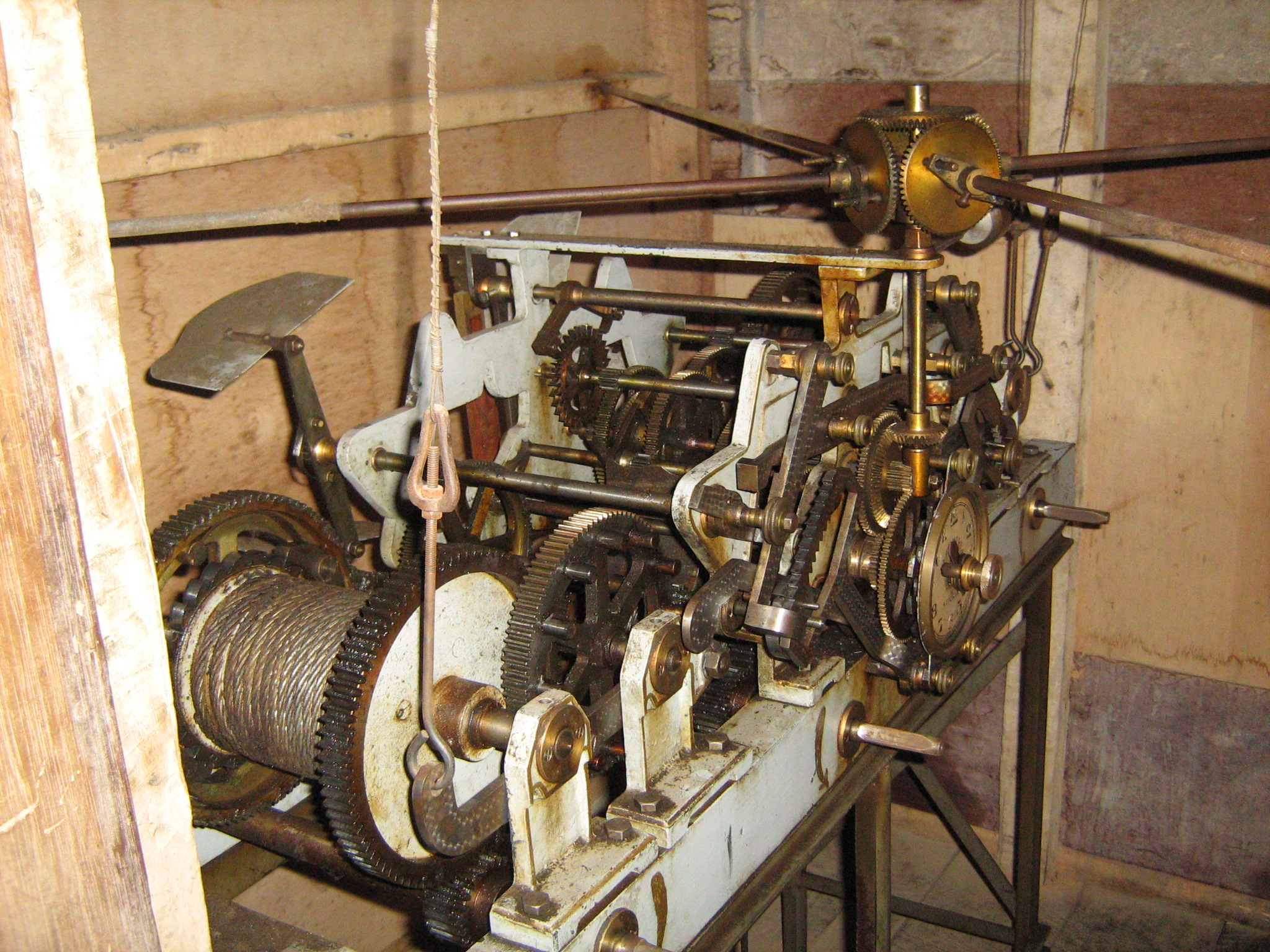
Mecanismo del reloj. Las 4 barras en forma de X de la parte superior son las que mueven las manecillas ubicadas en la torre. Fue fabricado en España y sustituyó al anterior en 1966. Mediante sus propias campanas anuncia las horas, las medias y los cuartos.

El 2 de diciembre de 1882, hallándose aún la Iglesia de Nuestra Señora de la Merced en construcción, José María Díaz donó el primer reloj que tuvo el templo. Originariamente, fue instalado en la torre que se alza sobre la "Puerta del Perdón" por haber sido esa la que primero se edificó, y hacia 1920 fue trasladado al vano circular entre las ventanas que están sobre la puerta central.
En dicho lugar se mantuvo hasta el 24 de mayo de 1966. Ese día a las 10 de la mañana, fue instalado el nuevo reloj de cuatro caras o esferas, fabricado por la destacada empresa española “Relojes y Campanas Murua” en su fábrica de la ciudad de Vitoria, el cual llegó a Yarumal el 2 de mayo de ese mismo año a las 8 de la mañana. La instalación la realizó Donato Ríos Zapata y lo colocó en la torre ya citada, coincidiendo cada esfera del reloj con los ochavados de dicha torre. El instrumento fue solemnemente bendecido por el obispo Miguel Ángel Builes en la víspera de su instalación, durante la celebración de la misa vespertina. Sobre el antiguo reloj, se pensó en aquel momento que se debía colocar en el cementerio de El Carmen.
El reloj anuncia las horas, las medias y los cuartos, y dispone de sus propias campanas para tal fin, siendo el mecanismo del reloj quien automáticamente las hace sonar por medio de cuerdas, que a su vez hacen mover unos martillos que las golpean.

### Campanas
Las viejas campanas del templo se encontraban en pésimo estado, pues tenían grietas que reducían su sonoridad, por lo cual, monseñor Melguizo Yepes gestionó la compra de unas nuevas, razón por la cual desmontó las dañadas campanas de la torre derecha y las envió a los talleres de los Tristancho, ubicados en la vereda de Ucuenga a 4 kilómetros del casco urbano del municipio Nobsa (Boyacá), donde fueron fundidas para fabricar nuevas campanas. Los Tristancho son una familia de campaneros de larga trayectoria en Colombia, pues son una dinastía que tienen más de 250 años elaborando campanas.

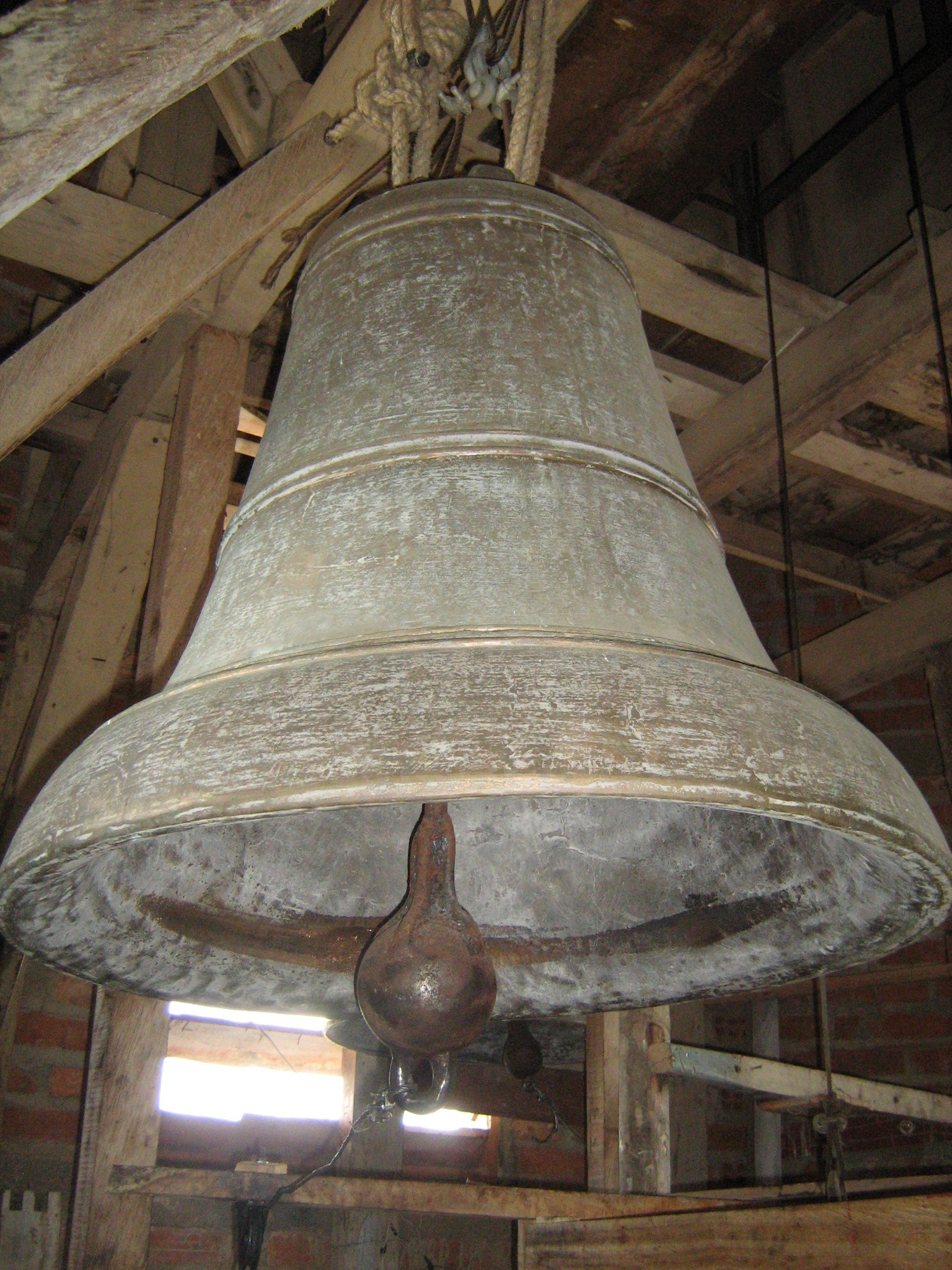
Las actuales campanas de bronce fueron realizadas fundiendo las antiguas que se encontraban en mal estado en 1997 en los talleres de los Tristancho, en Nobsa (Boyacá), una familia de campaneros de larga tradición en Colombia. En la imagen la llamada "Benedicto" de 300 kg de peso.

La técnica que usan se llama molde perdido, pues el molde para una campana solo se utiliza una vez y se rompe. Por eso, no hay dos campanas iguales. La fabricación de una campana requiere dos meses de trabajo y es totalmente artesanal. Se empieza con la elaboración del molde, en el que se emplean tres tipos de arcillas diferentes, mezcladas con estiércol de caballo; se hace un armazón en guadua y se comienzan a aplicar capas que se dejan secar, esta operación se repite varias veces. Posteriormente, se tornea el interior y el exterior del molde, dándole la forma de la campana, y se le aplica cebo de oveja como desmoldante. Luego, se coloca un contramolde y se le somete a calor para que se absorba el cebo y se puedan despegar el molde y el contramolde. A continuación se queman el molde y el contramolde, para que al ajustarlos nuevamente se cree el vacío que se llenará con los materiales fundidos.
El proceso de fundición se realiza en hornos de barro, en los que utilizan leña seca como único combustible, y en donde el cobre y el estaño se someten a temperaturas de 1.200 grados centígrados para fundirlos. La campana se funde en una sola pieza y en un solo instante, pues en solo tres segundos tarda en llenarse el molde de una campana de 300 kg de peso. Y, después de la fundición, se deja enfriar naturalmente dos días, para luego pulirla manualmente.
Son tres campanas de gran tamaño realizadas en bronce, que tuvieron un costo de $7 500 000 de pesos, fueron inauguradas por monseñor Melguizo durante las fiestas patronales de 1997, y están bautizadas, de mayor a menor con los nombres de La Merced, San Luis y Benedicto, con un peso de 500, 310 y 300 kilogramos, respectivamente. Son utilizadas para anunciar las actividades religiosas y se accionan manualmente desde la parte baja de la torre por medio de cuerdas que hacen mover los badajos que cuelgan en el interior de cada campana.
- Vídeo sobre como los Tristancho realizan las campanas, un proceso artesanal. en YouTube.

### Pila bautismal

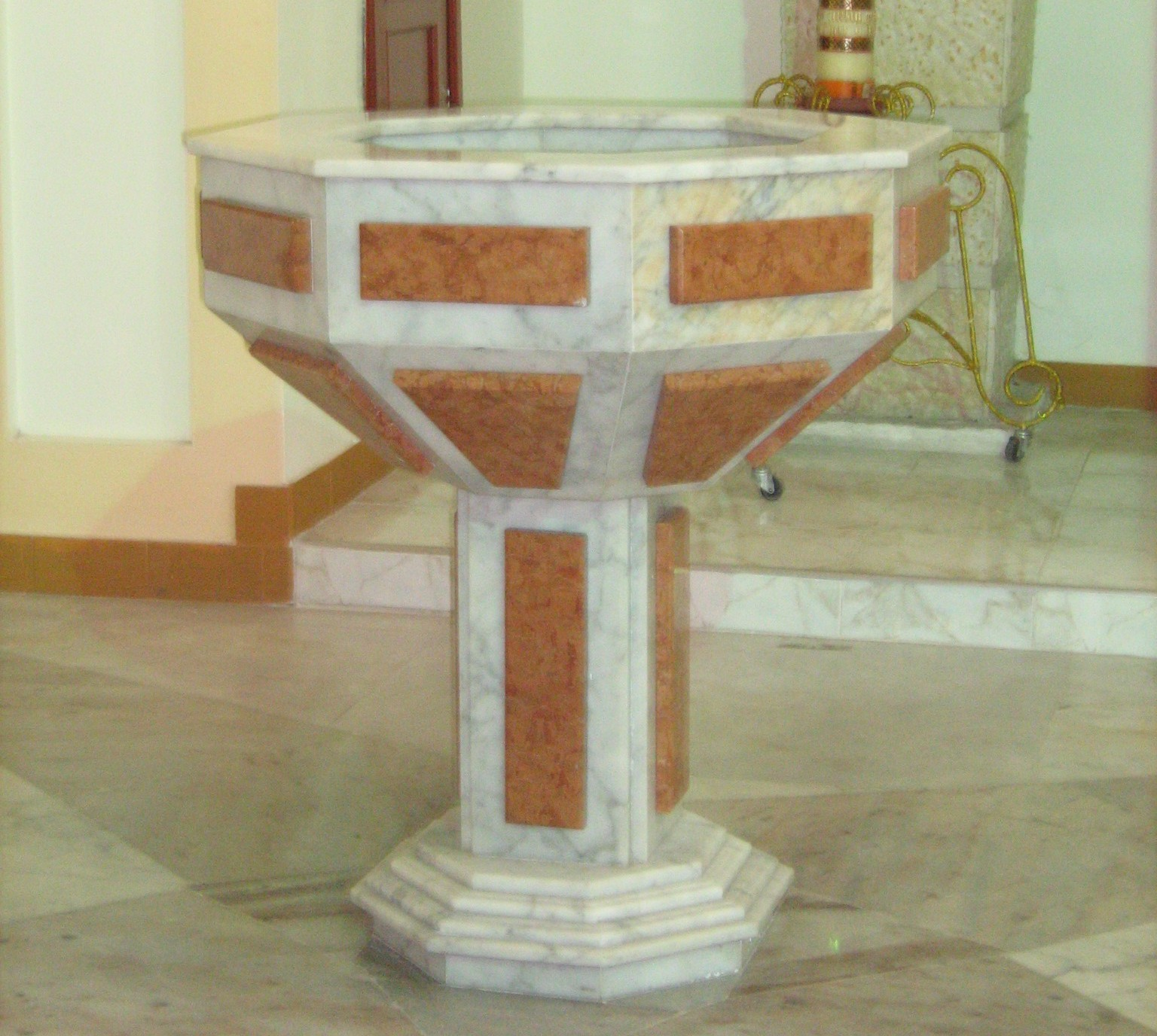
Pila bautismal.

El templo de Nuestra Señora de la Merced ha tenido cuatro pilas bautismales: la primera se encontraba en el sitio que actualmente es la capilla del Señor Caído, que antiguamente era el bautisterio, como decoración tenía un cuadro de la Santísima Trinidad. El segundo bautisterio fue construido por Gallego Pérez, un poco más al fondo, en un lugar equidistante entre el santuario del Señor Caído y la capilla de la Virgen del Perpetuo Socorro.
La tercera pila bautismal estaba situada en el testero de la nave lateral izquierda del templo, fue obtenida por iniciativa del padre Roberto Arroyave quien en 1975 contrató su elaboración en piedra bogotana (un tipo de piedra arenisca) con la firma "Enchapes Sacatín", por un costo de 80 000 pesos.
La cuarta y actual pila bautismal está ubicada en el mismo lugar de la tercera, fue conseguida por monseñor Gilberto Melguizo Yepes, está hecha en mármol, conformada de abajo hacia arriba, por una base escalonada de planta octagonal, seguida por un pilar de base cuadrada que sostiene el recipiente cóncavo de forma octagonal en el que se deposita el agua.

### Pilas de agua bendita

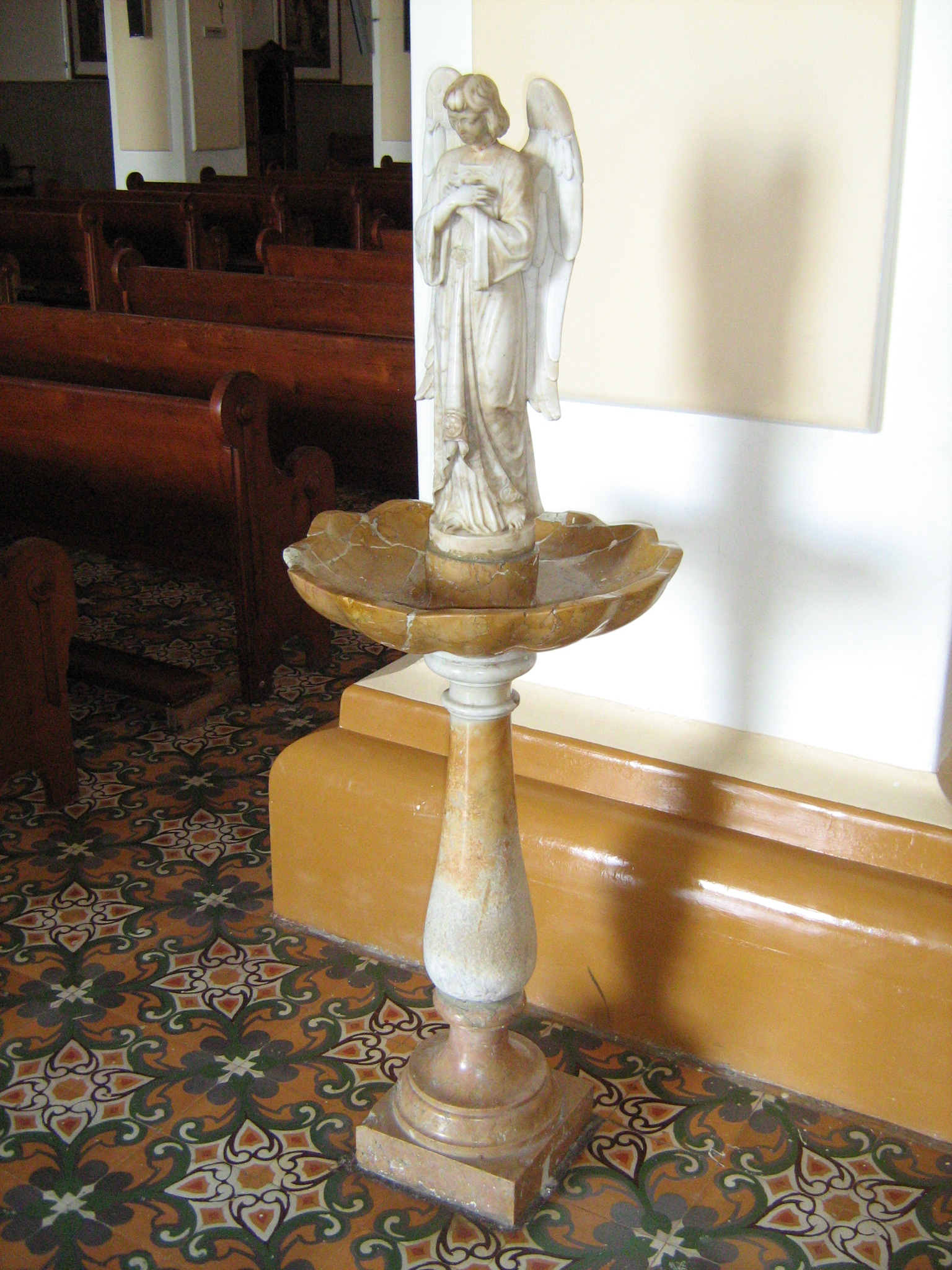
Pila de agua bendita.

Las dos pilas de agua bendita, las adquirió el padre Ernesto Acosta Arteaga en 1945 en la «Marmolería Artística» de Hermenegildo Bibolotti. Están hechas de mármol, cuentan con 160 cm de alto, consta cada una de su respectiva base, columna, recipiente cóncavo para depositar el agua y en el medio de este se halla un ángel.

### Candelabros
En 1924 los presbíteros Rafael y José Manuel Yepes Carvajal dotaron al templo de Nuestra Señora de la Merced de 12 candelabros franceses de tamaño heroico (1.50 metros de altura) que utilizaban en las velaciones eucarísticas del primero de junio al 16 de julio y que finalizaban con la fiesta de la Virgen del Carmen. El Pbro. Luis Enrique Restrepo Muñoz los sometió a un proceso de restauración en sus primeros cinco años de servicio. Actualmente permanecen gran parte del año al pie del altar mayor.

### Púlpito
La basílica tuvo un púlpito realizado por los señores Carvajales Martínez. Contaba con un perfecto acabado a imitación de mármol con cuatro aplicaciones alegóricas de los evangelistas. Fue demolido el 25 de enero de 1971. En el Museo Tradicional Monseñor Juan N. Rueda se conservan los rosetones.

## Imaginería
Antes del Concilio Ecuménico Vaticano II el templo de Nuestra Señora de la Merced, como era lo habitual, contaba con una gran variedad en imaginería, pero a consecuencia de los preceptos del mismo fueron retiradas el 18 de julio de 1967.
Entre las obras retiradas están: las de la Sagrada Familia, el Sagrado Corazón de Jesús, el Inmaculado Corazón de María, San José, San Juan Eudes, San Roque, Santa Teresita, San Tarsicio, la Virgen del Carmen, el Niño Jesús de Praga, el Niño Jesús del Rebañito, la antigua imagen quiteña de la Virgen de los Dolores y la Niña María. Permanecieron durante un tiempo, porque luego algunas fueron retiradas, la patrona —Virgen de la Merced—, el titular San Luis Gonzaga, la Virgen del Perpetuo Socorro, las tres imágenes del Calvario, la Virgen de Fátima, san Agustín, un san Antonio, el abrazo de san Francisco, san Nicolás de Tolentino, el Señor Caído y el Divino Rostro.
Algunas imágenes que quedaron pendientes por determinar si se retiraban definitivamente o continuaban exhibidas fueron las de la Virgen del Carmen, la de la Inmaculada —de Murillo—, Cristo Rey y los cuadros de las Estaciones. El destino definitivo de los cuadros del viacrucis dependería de las consideraciones del párroco y del Obispo Félix María Torres Parra; finalmente fueron colocados el 14 de agosto de 1967, a punto de finalizar extensos trabajos de decoración en el templo.
Las imágenes que actualmente se encuentran exhibidas en el templo son: la Inmaculada Concepción, la Virgen del Carmen, San Francisco de Asís abrazando a Cristo en la Cruz, Sagrado Corazón de Jesús, San José, y el Beato Mariano de Jesús Euse Hoyos. Todas estas imágenes se localizan en el transepto. También está el Señor Caído, ubicado en su capilla y en el altar de reserva se encuentran las imágenes María Auxiliadora, Cristo Salvador y seis ángeles.

### El Señor Caído

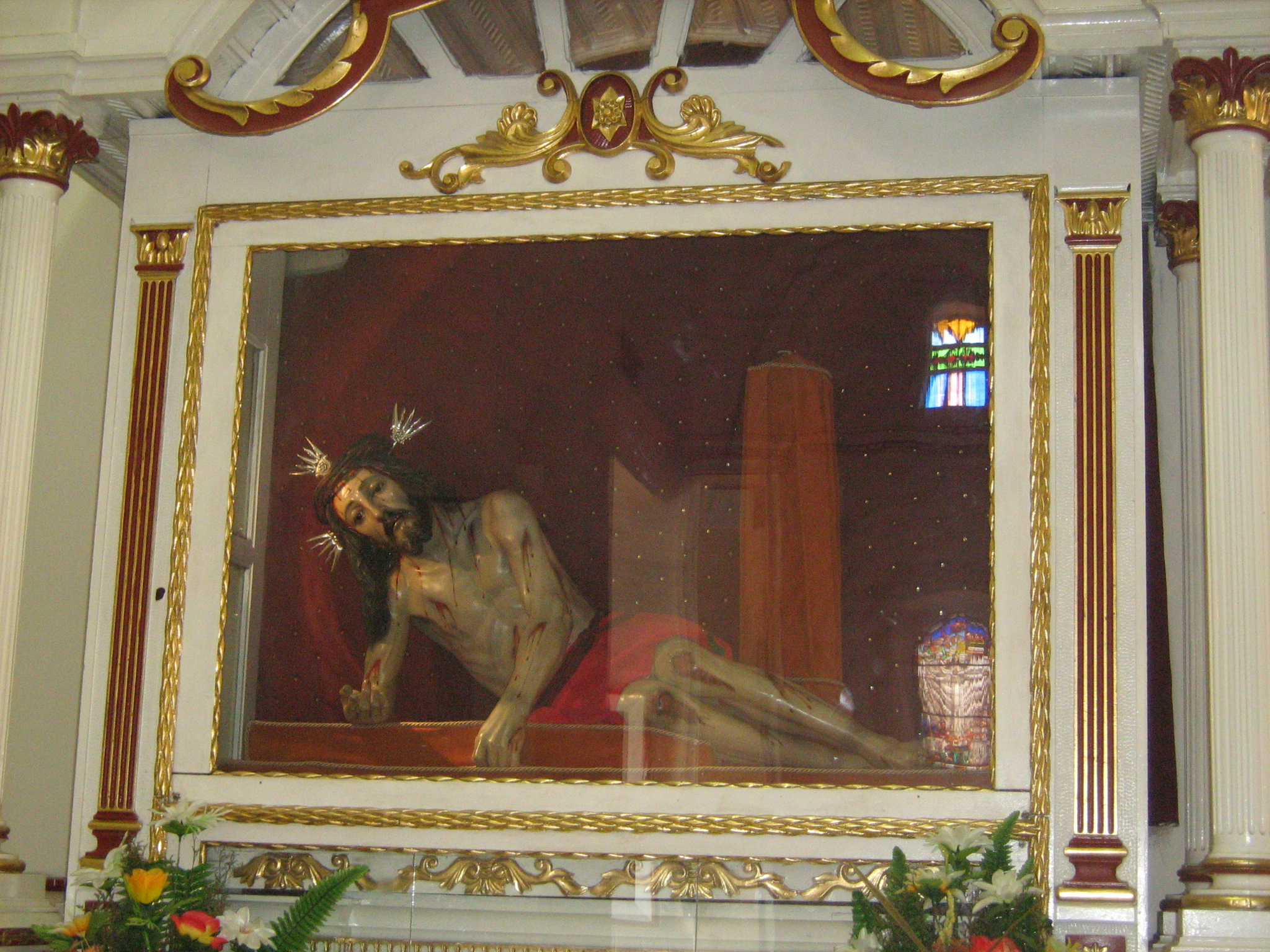
Imagen del Señor Caído realizada en 1935 por Constantino Carvajal. La urna es obra de Francisco Gómez Estrada.

El primitivo templo de Yarumal contaba con la imagen del Señor de la Columna, el cual aparece referenciado en el inventario de 1845, pero hoy en día no se tiene más información de ella ni se conoce su paradero. Como la parroquia de la Merced carecía de una imagen que representara alguna escena de la Pasión de Cristo, el obispo Miguel Ángel Builes ordenó, en 1935, al párroco que consiguiera una imagen del Señor Caído para tenerlo en el templo y así poder ser venerado por los feligreses.
En cumplimiento de lo dispuesto, el Pbro. Gerardo Martínez Madrigal comenzó los trabajos de adecuación de la capilla que existe al lado del presbiterio y el 10 de septiembre de 1938 concluyó el pago de 1.020 pesos del altar que construyó Misael Osorio. La estatua del Señor Caído fue tallada por Constantino Carvajal en 1935 por 400 pesos. La parte correspondiente a la urna es obra de Francisco Gómez Estrada, quien la realizó por un valor de cien pesos. Para cancelar estos gastos fue importante la contribución de Floro Roldán y su esposa Pachita Penagos.
En 1935, fue inaugurado solemnemente el culto de esta imagen, por los días en que se celebraron el Congreso Eucarístico y las fiestas patronales. Actualmente, la imagen del Señor Caído se localiza en una capilla a los pies del templo, contigua a la nave lateral izquierda y que anteriormente era el bautisterio.

### Virgen del tránsito
Fernando Ramírez y su esposa Elena Rivera, originarios de Sopetrán, habían obtenido desde finales del siglo XIX una imagen barcelonesa de la Virgen del Tránsito, de la Dormición o de la Asunción, como también se le conoce.
Uno de los hijos de dicho matrimonio, el cual tenía el mismo nombre que su padre, expresó el deseo de que cuando su hermana Carmen Ramírez Rivera de Botero muriera, la imagen pasara a ser propiedad de la parroquia. La mujer falleció el 22 de marzo de 1955, y en acatamiento de esa voluntad, en esa fecha Germán Ceballos Ramírez realizó entrega a la parroquia de la pieza artística y religiosa. Además, esta familia entregó dote para costear los gastos de sus fiestas.
La Virgen de la Asunción simboliza la elevación de María en cuerpo y alma al cielo. Esta creencia se remonta a la época de los apóstoles, pero solo el primero de noviembre de 1950 fue establecido como dogma de fe por el Papa Pío XII. El 15 de agosto se celebra su fiesta.

### La Niña María
Esta imagen llegó a Yarumal el 6 de enero de 1963. Fue tallada por Josué Giraldo Mejía en su taller de Medellín y representa tres advocaciones de la Santísima Virgen: la de la niña María, la del Corazón de María y la de Nuestra Señora del Rosario. Es una escultura bien realizada, de traje azul, sin manto, de cuyas manos cuelga un rosario. Está coronada por una guirnalda de rosas rosadas que simbolizan los misterios gozosos; lleva otra corona de rosas rojas alrededor del corazón en representación de los misterios dolorosos y una tercera corona de rosas amarillas rodea sus pies para representar los misterios gloriosos.

### Crucifijo del Altar
En la noche del 8 al 9 de enero de 1958 un desequilibrado prendió fuego en el ara del altar, y en la extinción resultó destruido el Cristo. Fue necesario obtener uno nuevo que fue donado por Antonio Hoyos Mejía. Se ordenó la elaboración de la cruz en Yarumal al ebanista Alfonso Areiza Medina por veinte pesos, y sobre dicha cruz, en Medellín, el artista David Pérez realizó el Cristo por un valor de 300 pesos. La obra se entregó el Jueves Santo del 3 de abril del mismo año y el Viernes Santo se expuso a veneración pública durante la celebración litúrgica de la tarde. Este Cristo se caracteriza por llevar las tres potencias de oro que pertenecieron al Divino Niño Jesús de Praga, donado por Mercedes Ramírez Rivera. La cruz tiene un característico resplandor generado por el enchapado de cobre, realizado por orden del párroco Roberto Arroyave. Dicho resplandor fue hecho a imitación de la imagen del Señor de los Milagros, el cual es un crucifijo, ubicado en la Basílica de San Pedro de los Milagros.

## Horarios
| Horario de misas                                                      |
| Domingos                                                              |
| --------------------------------------------------------------------- |
| 7 a. m., 9 a. m., 10 a. m., 11 a. m., 12 m, 4 p. m., 6 p. m., 7 p. m. |
| Lunes a sábado                                                        |
| 7 a. m., 10 a. m., 6: 30 p. m.                                        |

En la basílica se celebran tres misas diarias de lunes a sábado, mientras que los domingos hay una gran actividad celebrándose hasta ocho misas. Los horarios están sujetos a cambios o a variaciones dependiendo de las fiestas patronales, Semana Santa, Navidad, o bien, dependiendo del santoral.
- Dirección: Calle 19 nro. 18-36 Yarumal, Antioquia
- Teléfono: (57) (4) 8871114